# 5e régiment de hussards
Das 5e régiment de hussards (kurz:5e RH) war ein Regiment der französischen Kavallerie, das als letztes noch unter dem Ancien Régime aufgestellt worden war. Es war im Amerikanischen Unabhängigkeitskrieg, in den Revolutionskriegen und den Kriegen des Kaiserreichs eingesetzt. Es führte die Tradition des Régiment de Lauzun-Houzards fort.

## Aufstellung und signifikante Änderungen
Das „5e régiment de hussards“ folgt in der Tradition der „Légion des volontaires étrangers de Lauzun“ (auch „Légion de Lauzun“ genannt). Mit königlichem Befehl vom 14. September 1783 wurde diese nach der Rückkehr aus den Vereinigten Staaten in Hennebont (Morbihan) in das reguläre „Régiment de hussards de Lauzun“ umgewandelt. Am 1. Januar 1791 verlor es wie alle vormals königlichen Regimenter seinen Namen und wurde (zunächst) in „6e régiment de hussards“ umbenannt.
- Juni 1793: nachdem das „4e régiment de hussards“ mit seinem größten Teil zu den königstreuen Truppen (Armée des emigrés) emigriert war rückte das 6. Regiment in der Rangfolge eine Stelle nach vorn und wurde zum „5e régiment de hussards“
- 12. Mai 1814: Während der Ersten Restauration erhielt das Regiment den Namen: „Régiment des hussards d’Angoulême“
- 22. April 1815: Während der Herrschaft der Hundert Tage wurde es wieder zum „5e régiment de hussards“
- 30. November 1815: Nach der zweiten Restauration wurde das Regiment aufgelöst und als „Régiment des hussards du Bas-Rhin N° 5“ sogleich wieder aufgestellt
- 1825: Umbenennung in „5e régiment de hussards“
- 1921: Auflösung
- 1951: In Koblenz als „5e régiment de hussards“ wieder aufgestellt
- 1976: Umwandlung in: „3e régiment de dragons“
- 1980: Wiederaufstellung als gekadertes Regiment: „Régiment de réserve du 5e régiment de hussards“
- 1986: Auflösung des Regimentsverbandes. Die Tradition wurde von den einzelnen Escadrons weitergeführt, die an „Régiments inter-armes divisionnaires“ RIAD – (den Divisionen zugeteilte, gemischte -Infanterie, Artillerie, Panzer – Regimenter) abgegeben wurden.
- 31. Dezember 1992: Auflösung der RIAD und das Ende der Regimentsgeschichte

## Mestres de camp/Colonels/Chefs de brigade
Mestre de camp war die Rangbezeichnung für den Regimentsinhaber und/oder den tatsächlichen Kommandanten. Sollte es sich bei dem Mestre de camp um eine Person des Hochadels handeln, die an der Führung des Regiments kein Interesse hatte (wie z. B. der König oder die Königin) so wurde das Kommando dem Mestre de camp lieutenant (oder Mestre de camp en second) überlassen. Die Bezeichnung Colonel wurde von 1791 bis 1793 und ab 1803 geführt, von 1793 bis 1803 verwendete man die Bezeichnung Chef de brigade. Ab 1791 gab es keine Regimentsinhaber mehr.
- 1783: Armand Louis de Gontaut-Biron, duc de Lauzun, Mestre de camp propriétaire (Kommandant und Regimentsinhaber)
- 1783: Robert Guillaume Dillon, comte de Dillon (Mestre de camp commandant)
- 1784: comte de Pestalozzi (Mestre de camp commandant)
- Februar 1792: Colonel Antoine Marie Paris d’Illins
- Juli 1792: Colonel marquis Emmanuel de Grouchy
- September 1792: Charles Édouard Jennings de Kilmaine
- April 1793: Colonel Marquis Adelaïde Blaise François Le Lièvre de La Grange et de Fourilles
- 28. Oktober 1793: Chef de brigade François Ruin
- 5. März 1794: Chef de brigade Engelbert Scholtenius
- 3. September 1799: Chef de brigade Baron François Xavier de Schwarz
- 30. Dezember 1806: Colonel Baron Pierre César Dery (oder d’Héry)
- 21. September 1809: Colonel Baron Charles-Claude Meuziau
- 16. Mai 1813: Colonel Baron Nicolas François Alphonse Fournier
- 8. Oktober 1814: Colonel Baron Jean Baptiste Liégeard
- 12. Dezember 1815: Colonel Comte Boniface de Castellane
- 11. September 1822: Colonel Marie François Joseph de Müller
- 29. Oktober 1828: Colonel Comte Augustin Stanislas Philippe des Monstiers de Mérinville
- 15. September 1830: Colonel Baron Georges Charles Benjamin Klein de Kleinenberg
- 11. Dezember 1840: Colonel Pierre Gaspard Clère
- 22. April 1847: Colonel Armand-Octave-Marie d’Allonville
- 3. November 1851: Colonel Charles Louis Alexis Joseph Raguet de Brancion
- 24. Dezember 1858: Colonel Auguste Alfred comte de Montaigu
- 14. August 1860: Colonel Comte Antoine Jean Jacques Eugène Paulze d’Ivoy de La Poype
- 27. Februar 1869: Colonel Victor Flogny
- 14. Oktober 1870 bis 24. November 1870: 1er régiment de marche de hussards (1. Husaren-Marschregiment): Colonel Pascal Joseph Guyon-Vernier

- 26. April 1871: Colonel Félix Eugène Letourneur
- 7. September 1873: Colonel Marquis Armand Alexandre Emmanuel d’Hautefort
- 3. Oktober 1881: Colonel Marie Ludovic Alliot
- 20. Dezember 1883: Colonel Jean-Baptiste Derigny
- 11. Mai 1888: Colonel comte Florimond René de Briey
- 1891 bis 1897: Colonel François César Ernest Roy de Vaquières
- 1897 bis 1905: Colonel de Maistre
- 1905 bis 1907: Colonel du Garreau de la Mechenie
- 1907 bis 1911: Colonel Émile Taufflieb
- August 1911: Colonel de Boutaud de Lavilléon
- 12. Oktober 1914: Lieutenant-colonel de France
- 20. Februar 1916: Lieutenant-colonel Teillard de Rancilhac de Chazelles
- 1918 bis 1921: Colonel Boscals de Reals

- 1. April 1951: Colonel Louis Bernard
- 1953 bis 1956: Lieutenant-colonel Ernest Gaudet
- 1956 bis 1958: Lieutenant-colonel Georges Buis
- 1958 bis 1961: Lieutenant-colonel Spangenberger
- 1961 bis 1963: Lieutenant-colonel Geoffroy de Tourville de Buzonnière
- 1963 bis 1965: Lieutenant-colonel René Regnault de Savigny de Moncorps
- 1965 bis 1967: Lieutenant-colonel Théodore de Fallois
- 1967 bis 1969: Lieutenant-colonel Jean Perrin
- 1969 bis 1971: Lieutenant-colonel Donatien Gouraud
- 1971 bis 1973: Lieutenant-colonel Vacherot
- 1973 bis 1975: Lieutenant-colonel André Thiéron de Monclin
- 1975 bis 1976: Lieutenant-colonel Albert Royer

- 1. März 1980: Als Kaderverband wieder aufgestellt
- 1980 bis 1984: Colonel Guy Simon
- 1984 bis 1986: Colonel Jacques Gagniard

Von 1986 bis 1992 war der Colonel Henry Brunet d’Evry für die Koordination, die Einweisung und die Aufrechterhaltung der Tradition bei den abgestellten Escadrons zuständig.

## Garnisonen

„Ungarisches Motiv“. Zeichen der französischen Husaren

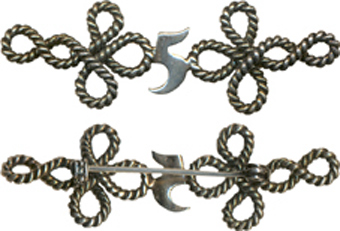
5^{e} régiment de hussards, Damenbrosche.

### Garnisonen 1783 bis 1815
- 1783: Garnison in Hennebont
- 1783: Garnison in Lauterbourg
- 1789: Garnison in Verdun
- 1790: Garnison in Toul, dann in Belfort und Vitry-le-François
- 1791: Garnison in Saint-Avold
- 1793: Garnison in Givet
- 1794: Garnison in Hesdin, Dépôt in Saint-Mihiel, Châlons-en-Champagne dann in Reims
- 1796: Dépôt in Leiden
- 1797: Dépôt in Amsterdam
- 1798: Garnison in Falaise, dann in Rennes
- 1798: Dépôt in Lauterbourg, dann in Wissembourg und in Landau
- 1799: Dépôt in Pont-à-Mousson
- 1801: Dépôt in Tübingen
- 1802: Dépôt in Saarlouis
- 1803: Dépôt in Metz
- 1806: Dépôt in Hameln
- 1807: Dépôt in Namur
- 1810: Garnison in Stenay
- 1814: Dépôt in Versailles
- 1814: Garnison in Stenay
- 1815: Garnison à Chalons
- 1815: in Bourges aufgelöst

### Personalverluste während der Revolutionskriege und der Kriege des Empire
Colonels als Regimentskommandeure verwundet:
- Dery, verwundet am 4. Februar 1807 im Gefecht bei Waltersdorf
- Dery, verwundet am 19. April 1809 im Gefecht bei Piessing (Österreich)
- Meuziau, verwundet am 7. September 1812 in der Schlacht bei Borodino
- Meuziau, verwundet am 18. Oktober 1812 in der Schlacht bei Tarutino

Verluste an Offiziere (1790 bis 1815)
- Gefallen: 20
- An ihren Verwundungen verstorben: 14
- In Gefangenschaft verstorben: 5

Gesamtverluste des Regiments an Offiziere, Unteroffiziere, und Husaren (1790 bis 1815)
- Gefallen: 148
- An ihren Verwundungen verstorben: 97
- In Gefangenschaft verstorben: 63
- In Gefangenschaft geraten: 423
- Verwundet: 563
- in Russland vermisst (1812): 565
- in Deutschland vermisst (1813): 276

## Das Regiment zwischen 1783 und 1792
Drei Monate nach seiner Aufstellung im Dezember 1783 in Hennebont (Département Morbihan), verlegte die Einheit nach Lauterbourg. 1788 wurde sie endgültig auf den Stand von vier Escadrons mit je zwei Kompanien gebracht. Dazu wurden die Reste der aufgelösten Regimenter „Nassau-Cavalerie“, „La Marche chevaux-légers“ (6e régiment de chevaux-légers) und Franche-Comté chevaux-légers (3e régiment de chevaux-légers) eingegliedert.

### Die Nancy-Affäre – August 1790
Ein Détachement aus 300 Husaren stand in Mantes, und verlegte dann am 10. Juli 1789 nach Marly. Dieses verließen sie am 16. Juli und erreichten am 29. Juli Verdun. Zwei Escadrons wurden von Oktober 1789 bis Oktober 1790 nach Troyes abkommandiert. Am 31. August 1790 wurden der Regimentsstab und zwei Escadrons (zu dieser Zeit in Toul in Garnison) zur Unterdrückung der Meuterei in Nancy abgestellt. Bei den Kämpfen in den Straßen von Nancy wurden von den 200 eingesetzten Reitern drei Offiziere getötet und fünf verwundet, 13 Husaren wurden getötet und 26 verwundet, sowie 62 Pferde getötete oder verletzt.

### Der Zwischenfall in Belfort – 21. Oktober 1790
Das nach Belfort verlegte Regiment war zusammen mit dem Régiment Royal-Liégeois am 21. Oktober 1790 in die feindseligen Demonstrationen gegen die Assemblée constituante beteiligt. Das Regiment wurde daraufhin unverzüglich nach Vitry-le-François verlegt. Ein Dekret der Assemblée nationale vom 30. Oktober 1790 bezog sich auf:

„L’arrestation et la mise en jugement des auteurs des désordres et excès commis dans la ville de Belfort par les régiments de Royal Liégeois et des hussards de Lauzun“

„Die Festsetzung und Aburteilung der Beteiligten der Gehorsamsverweigerungen und Exzesse in Belfort durch die Regimenter Royal-Liégeois und Hussards de Lauzun.“

Der Colonel de Pestalozzi, Mestre de camp des Husarenregiments wurde arrestiert.
Nach einer Ergebenheitserklärung von 12 Offizieren an die Assemblée nationale wurde von dieser per Dekret vom 20. Januar 1791 die Restriktionen gegen die beiden Regimenter wieder aufgehoben.

### Die Varennes-Affäre – 21. Juni 1791
Mehrere Détachements des Regiments waren entlang der Strecke nach Montmédy postiert, auf der König Louis XVI. mit seiner Familie in der Nacht vom 20. auf den 21. Juni 1791 aus Frankreich zu entkommen suchte. Ein Détachement aus 40 Husaren lag in Pont-de-Somme-Vesle, kommandiert von Sous-lieutenant Boudet, 60 Husaren in Varennes, kommandiert von Sous-lieutenant Röhrig und 100 Husaren unter dem Chef d’escadron Calixte Deslon lagen in Dun. Nach dem Scheitern der Flucht zogen es die drei Offiziere vor, zu emigrieren.

## Die Revolutionskriege (1792–1799)

### Die Feldzüge von 1792 und 1793

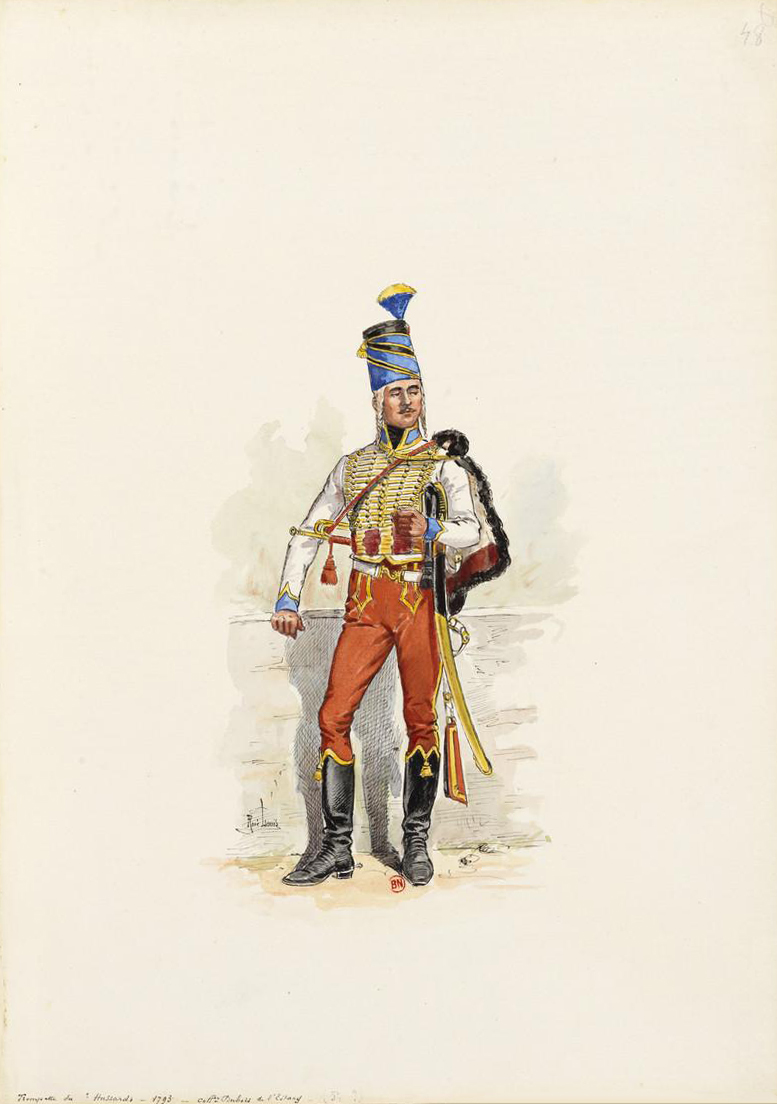
Trompeter des Regiments 1793.

Am Ende des Jahres 1791 in Saint-Avold stationiert (mit abgestellten Détachements in Burgund) wurde das „6e régiment de hussards“ (vormals Régiment de Lauzun) bis Februar 1792 vom Colonel Paris d'Illins kommandiert. Sein Debüt beim Ausbruch des Krieges gegen Österreich gab es als Vorhut der „Armée du Centre“ von Général Lafayette. Das Regiment war zuvor in Metz auf den Kriegsstand gebracht worden. Kommandeur war der Colonel Emmanuel de Grouchy.
Nach dem Scheitern des Feldzuges nach Belgien und der Bedrohung der Champagne durch Preußen, wurden die 6e hussards zur „Armée du Nord“, kommandiert von Général Charles-François Dumouriez, versetzt. Durch die Kapitulation von Longwy am 23. August 1792 fielen dem Feind das Depot, das Archiv und die Kriegskasse des Regiments in die Hände.
Eine nicht geringe Anzahl königstreuer Soldaten verließ in dieser Zeit ihre Regimenter, um sich den Truppen der Opposition (Armée des princes) anzuschließen. Trotz dieser Verluste kämpfte das Regiment unter dem Kommando von Jennings de Kilmaine erfolgreich in der Kanonade bei Valmy, der Schlacht bei Jemappes und bei der Belagerung von Namur.
Im Mai/Juni 1793 emigrierte das „4e régiment de hussards“, ex „Régiment de Saxe“, ausgenommen die 4. Escadron, mit allem an Bagage und an Standarten, zusammen 400 Mann mit dem Général Dumouriez zu den Österreichern. Dadurch rückten alle in der Rangfolge nachgeordneten Regimenter um eine Stelle nach vorn. So wurde das bisherige „6e régiment de hussards“ zur Nummer 5.
Der Colonel de Kilmaine wurde durch den Colonel de La Grange abgelöst. Das Regiment lag in Givet, Maubeuge und Valenciennes in Garnison. Im Mai wurden zwei Escadrons zur Armée des Ardennes (Ardennenarmee) abgestellt, wo sie nur kleiner Aktionen durchführten. Die beiden anderen Escadronen verblieben bei der „Armée du Nord“. Im August 1793 wurde das Regiment wieder zusammengeführt.
Unter dem Befehl von Général Houchard kämpften die Husaren mit der holländischen Armee bei Wervik (13. September) und in der Schlacht bei Menen (Belgien); unter dem Befehl von Jean-Baptiste Jourdan in der Schlacht bei Wattignies. Colonel de La Grange wurde durch den Chef de brigade François Ruin abgelöst.
Am 10. November 1793 kämpfte das Regiment gegen die Österreicher und konnte vom K.u.k. Husarenregiment „Kaiser“ Nr. 1 den Oberst Freiherr Pàl von Blascovich und 50 Husaren gefangen nehmen.

### Der Feldzug von 1794 und die Eroberung der Österreichischen Niederlande 1795
1794 waren die „5e hussards“ der Armee du Nord unter Général Jean-Charles Pichegru zugeteilt. Das Regiment schlug im Gefecht vom 18. und 19. April bei Abscon ein hessisches Dragonerregiment und nahm dabei den Kommandeur, eine Anzahl Offiziere und 120 Dragoner gefangen. In den Gefechten am 24. April bei Villers-en-Cauchies und am 26. April bei Troisvilles (östlich von Cambrai), wurden die französischen Truppen von britischer und österreichischer Kavallerie unter General von Otto geschlagen. Die „5e hussards“ deckten an beiden Tagen den Rückzug und verloren dabei 34 Mann, davon sechs Gefallene, 11 Verwundete und 17 Vermisste (gefallen oder gefangen).
Ein Détachement des Regiments war zur Armée de Sambre-et-Meuse abgestellt und nahm an der Einnahme von Charleroi und der Schlacht bei Fleurus teil. Nach der Zusammenführung der „Armée de Sambre-et-Meuse“ und der „Armée du Nord“ in Brüssel war das Regiment an den Kämpfen bei Templeuve, Wervick, Menen und der Belagerung von Courtrai beteiligt. Die Verfolgung der sich zurückziehenden Armee Herzog von York brachten die Husaren bis an die niederländische Grenze. Am 17. Juli 1794 attackierte das Regiment mit Wucht das holländische Dragonerregiment „Van Bylandt“, schlug es in die Flucht und nahm eine Anzahl der Reiter gefangen. In einem Gefecht bei Boxtel, am 14. September, wurde das Husarenregiment „von Hompesch“ angegriffen und in die Flucht geschlagen. Am 19. Oktober verwechselten die britischen Truppen im Gefecht bei Druten die „Lauzun Husaren“ mit dem Regiment Rohan Hussars, die auf der Seite der Alliierten kämpften. Als Ergebnis wurde die britische Brigade von General Fox zersprengt und das 9e régiment de hussards eroberte die Fahne des 1. Bataillons des 37th Regiment of Foot.
Das 5e régiment de hussards war noch an der Belagerung von Nimwegen beteiligt und ging dann nach Venlo und die Region Kleve in die Winterquartiere.
Im Januar 1795 zog das Regiment nach Utrecht, Amsterdam, La Haye und zum Schloss Loos in Apeldoorn. Es war noch einige Male in Kämpfe mit den Husarenregimentern „Hompesch“ und „Salm-Kirburg“ verwickelt. Der Friede von Basel beendete den Ersten Koalitionskrieg. Das Regiment wurde dann in Deventer, Amsterdam und La Haye in Garnison gelegt.

### Die Feldzüge der Armée de Sambre et Meuse 1796 und 1797
1796 wurden mehrere Détachments des „5e régiment de hussards“ zur „Armée de Sambre-et-Meuse“ abgestellt. Im Januar befand es sich in der Region Düsseldorf, im September marschierte es nach Köln und dann erneut nach Düsseldorf.
Das Depot des Regiments befand sich die ganze Zeit über in Amsterdam, als es zum dritten Mal der Armée de Sambre et Meuse zugeteilt wurde: im März 1797 waren zwei Escadrons zur Belagerung von Mainz abgestellt, während die beiden anderen unter dem Général Lazare Hoche an der Schlacht bei Neuwied. Hier gelang es dem Lieutenant Bertholet eine Kanone und eine Fahne zu erbeuten. Nach dem Abschluss des Vertrages von Leoben wurde das Regiment im Oktober 1797 wieder in die Niederlande zur Armée de Sambre et Meuse abkommandiert.

### Feldzüge im Zweiten Koalitionskrieg 1798 bis 1800
Im Februar 1798 in den Niederlanden wieder aufgefüllt wurde das Regiment zur Armee von Général Jennings de Kilmaine abkommandiert. Nach einer Abwesenheit von vier Jahren kehrten die Husaren nach Frankreich zurück. Zunächst in Rouen, befanden sie sich von März bis Mai in Falaise und von Mai bis Juli in Rennes. Am 23. Juli erhielt es den Befehl zur „Armée d'Allemagne“ zu treten und erhielten Quartier in Straßburg.
Mit dem „4e régiment de hussards“ zusammen erfolgten Kämpfe bei Liptingen (20. März 1799), Dillingen (24. März) und in der Schlacht bei Stockach. Das Regiment verlor hierbei 40 Offiziere und Reiter. Anschließend deckte es den Rückzug der Armee, die im April Straßburg erreichte.
Nach einem schnellen Abstecher in die Schweiz (Februar – März 1800) nahmen die Husaren ihren Platz in der neuen „Armée du Rhin“ ein, kommandiert wurde diese von Général Jean-Victor Moreau. Das Regiment überquerte am 25. April den Rhein und stand im Gefecht bei Engen am 3. Mai, in der Schlacht bei Meßkirch im Gefecht bei Biberach (9. Mai) und bei Memmingen (10. Mai). Am 5. Juni wurde die Iller überquert und der österreichische General von Spork und sein Aide-de-camp von dem Capitaine Crabbé und dem Husar Bion gefangen genommen.
Der Waffenstillstand vom 15. Juli 1800 beendete die Kämpfe und war auf einen unbegrenzten Zeitraum ausgelegt. Allerdings scheiterten die Verhandlungen in Lunéville, woraufhin die militärischen Operationen dann doch fortgesetzt wurden. Das Regiment kämpfte in der Schlacht bei Hohenlinden (wo der Husar Perrault eine Fahne eroberte) im Gefecht bei Müldorf (4. Dezember), bei Neumarkt (16. Dezember), bei Frankenmarkt (17. Dezember), bei Schwanstadt (18. Dezember) – wo der Maréchal des logis Straub die Standarte des österreichischen Kürassierregiments Lothringen eroberte und bei Lambach (19. Dezember) – wo der Maréchal des logis Chabert den österreichischen General Freiherr von Mecséry und der Husar Loevenbruck den Oberst Moritz von Liechtenstein, Kommandeur des 2. Ulanenregiments gefangen nehmen konnten. Danach wurde am 25. Dezember 1800 in Steyr ein erneuter Waffenstillstand geschlossen.
Im Feldzug von 1800 verlor das Regiment 41 Gefallene, es hatte 90 Verwundete und 16 Mann gerieten in Gefangenschaft.

## Kriege des Ersten Kaiserreichs 1804–1815

### Feldzug von 1805 (3. Koalitionskrieg) und die Schlacht bei Austerlitz
Das Regiment lag in Stade in Garnison. Bei Beginn der Operationen marschierte es während des 3. Koalitionskrieg zunächst südlich nach Stolzenau und dann östlich nach Hannover. Es war der Division von Général François-Étienne Kellermann zugeteilt, die dem 1. Korps von Maréchal Bernadotte unterstand.
Das Corps Bernadotte überquerte am 15. November bei Dürnstein die Donau und eroberte Znaim. Von hier aus setzten sie sich auf Iglau in Böhmen in Bewegung, wo die Truppen von Erzherzog Ferdinand eine Bedrohung für die Grande Armée darstellten.
Nachdem sich Napoleon entschieden hatte, die Schlacht intensiver zu führen, rief er am 29. November nach Maréchal Bernadotte, der mit seinen Truppen in 36 Stunden die Entfernung von 86 Kilometern zurücklegte und in Brünn eintraf. Als Disposition zur Verstärkung des linken Flügels der Franzosen wurde die leichte Kavalleriedivision von Kellermann der Reservekavallerie von Murat zugewiesen, was Bernadotte nicht unerheblich verärgerte.
Am 2. Dezember nahm das Husarenregiment an einem Großangriff auf das Korps von Pjotr Iwanowitsch Bagration teil. Die Division Kellermann unterstützte die Aktion der Infanteriedivision von Caffarelli, die das Dorf Blasowitz angriff. Der Fürst von Liechtenstein begann einen Gegenangriff, aber der russische Generalleutnant Alexander Essen setzte zehn Escadrons Ulanen des Großfürsten Konstantin zu früh in Bewegung. Daraufhin konnten sich die Husaren geordnet in die Karrees der Infanterie von Caffarelli zurückziehen, die russischen Ulanen wurden abgewehrt. Kellermann ergriff daraufhin wieder die Initiative und setzte seine vier Regimenter ein drittes Mal gegen die in Unordnung geratenen russischen Ulanen an. In diesem Getümmel wurde der General Essen tödlich verwundet. Der Generalmajor Baron Meller-Zakomelsky, Kommandeur des Großfürstlichen Ulanenregiments wurde verwundet und von dem Husarentrompeter des 5. Regiments, Joseph Pincemaille gefangen genommen.

Der Général Kellermann wurde schwer verwundet und durch Général Joseph-Denis Picard ersetzt. In seiner Meldung an Murat berichtete Picard von insgesamt zehn Angriffen seiner Division: 

„Der siebte Angriff durch die 4. und 5. Husaren war ein sehr großer Erfolg, fünf Kanonen wurden erbeutet und eine Infanteriekolonne umzingelt.“

Während des letzten Angriffs waren die Husaren bei der Einnahme der Dörfer Krug und Holubitz beteiligt. Das Regiment hatte seit seinem Abmarsch aus Hannover während des gesamten Feldzuges lediglich einen Verwundeten und einen Gefangenen als Verluste zu verzeichnen gehabt, während der Schlacht bei Austerlitz waren jedoch Verluste in Höhe von 41 Offizieren und Reitern eingetreten, davon neun Gefallene. Während des dritten Angriffs wurden sechs Offizieren die Pferde getötet, es war jedoch gelungen, mehrere Kanonen zu erbeuten.

### Die Feldzüge der „Brigade infernale“ in den Jahren 1806 und 1807 (4. Koalitionskrieg)

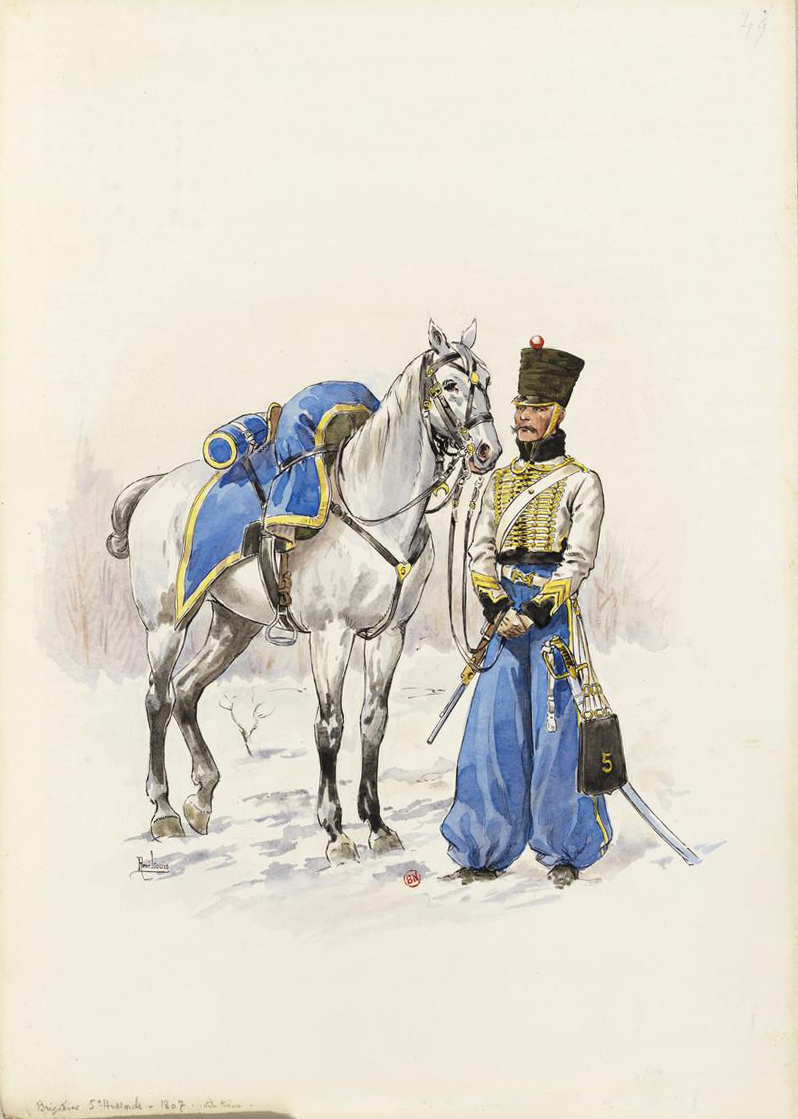
Aquarell eines Brigadier der 5^{e} Hussards in kleiner Uniform 1807.

Das „5e régiment de hussards“ wurde mit dem „7e régiment de hussards“ zu einer leichten Kavalleriebrigade unter dem Befehl von Général Lasalle zusammengefasst (4. Koalitionskrieg). Die Brigade operierte im Königreich Sachsen, wo sie am 11. Oktober 1806 bei Gera eine Versorgungskolonne aufbringen konnte. Das 2e Bulletin de la Grande Armée berichtet darüber: 

„Der Général de brigade Lasalle der Reservekavallerie verjagte die Escorte des feindlichen Wagenzuges, 500 Karren und Wagen mit Nachschub wurden von den Husaren aufgebracht. Unsere leichte Kavallerie ist Gold wert.“

 In der Nacht vom 12. auf den 13. Oktober überwand ein Détachement aus 25 Husaren des 5. Regiments unter dem Kommando von Sous-lieutenant Quarck und 25 Husaren des 7. Regiments unter dem Kommando von Sous-lieutenant Curély die Sperren vor Leipzig und drangen in die Stadt ein. Die völlig überraschte Garnison musste die Husaren unter Mitnahme von 60 Gefangenen (davon 8 Offiziere) wieder ziehen lassen.
Nachdem die Brigade nicht an den Siegen vom 14. Oktober beteiligt war (Schlacht bei Jena), verfolgte Lasalle die sich auf dem Rückzug befindlichen Preußen. Am 24. Oktober forderte Lasalle die Garnison von Spandau zur Übergabe auf, diese ergab sich am nächsten Tag den Truppen des Maréchal Jean Lannes. Am 26. Oktober attackierte die Brigade Lasalle mit 700 Husaren die preußischen Kavallerieregimenter Königin-Dragoner und „Schimmelpfenning-Husaren“.

Das 20eBulletin de la Grande Armée vom 27. Oktober 1806 spricht ehrenvoll über die Husaren von Général Lasalle: 

„Die Brigade Lasalle griff die Feinde mit der herausragenden Unerschrockenheit an, wie sie charakteristisch für die Husaren und Jäger (zu Pferde) in diesem Feldzug ist.“

 Am 28. Oktober wurde bei Prenzlau durch die Brigade die Kapitulation der 10.000 Mann starken Abteilung des General Friedrich von Hohenlohe-Ingelfingen erzwungen. Dabei wurden 64 Kanonen sowie 45 Fahnen und Standarten erbeutet.
Am 29. Oktober stieß Lasalle mit seinen beiden Regimentern, insgesamt nur noch 600 Husaren und zwei Kanonen, bei Löcknitz auf die entkommenen Reste der Kavallerie von Hohenlohe-Ingelfingen. Sie blockierten deren Rückzugsweg nach Stettin und ermöglichten so deren Gefangennahme durch die nachfolgende Division Milhaud.
Am gleichen Abend erschien Lasalle mit seinen etwa 600 Husaren unter den Mauern der Zitadelle von Stettin und beauftragte den Kommandeur des 5. Regiments Colonel de Schwarz, den Festungsgouverneur Generalleutnant von Romberg zur Kapitulation aufzufordern. Am nächsten Tag zog die 5000 Mann starke Garnison mit militärischen Ehren ab. Aus Anlass dieses Ereignisses schrieb Napoleon an den Fürsten Murat:

„Mein Bruder, ich mache Ihnen ein Kompliment für die Einnahme von Stettin; wenn Ihre leichte Kavallerie so alle befestigten Städte einnimmt, kann ich meine Pioniere entlassen und die schwere Artillerie reduzieren.“

Das „5e régiment de hussards“ war an der Verfolgung der Truppen von General Blücher beteiligt, passierte Anklam, Demmin und Schwerin, um dann am 5. November an den Operationen vor Lübeck teilzunehmen. Bei den Kämpfen um die Einnahme der Stadt zwangen die Husaren am 6. November bei Steckenitz das preußische Kürassierregiment Nr. 5 zum Rückzug und erbeuteten eine von dessen Standarten.
Am 7. November 1806 kapitulierte Lübeck, dabei entriss der Sous-lieutenant Roeckel einem flüchtenden Dragoner des Regiments „von Wobeser“ die Standarte.
Das 5. und das 7. Husarenregiment waren an der Parade am 21. November 1806 auf dem Schloßplatz in Berlin beteiligt, als die siegreichen Truppen vor Napoleon defilierten. Es war das erste Mal, dass die Husaren des 5. Regiments den Kaiser persönlich zu Gesicht bekamen. Der Brigade Lasalle wurde der Beiname « La Brigade infernale » (etwa: Teufelsbrigade) verliehen. Sie hatte in 26 Tagen 1160 Kilometer zurückgelegt, was einer sehr hohen durchschnittlichen Tagesmarschleistung von 45 Kilometern entsprach.
Am 26. Dezember 1806 kämpften die Brigaden Lasalle und Marulaz im Gefecht bei Gołymin-Ośrodek und wurden daraufhin von Murat lobend erwähnt:

„Die Brigaden Lasalle und Marulaz haben kräftig attackiert und dreingeschlagen.“

Der Feldzug von 1806 kostete das Regiment 77 Mann an Verlusten während der dreimonatigen Operationen.
Am 27. Dezember konnte die Brigade Lasalle 15 Kanonen, 80 Karren und eine große Menge an zurückgelassenen Versorgungsgütern erbeuten. Am 30. Dezember wurde der Général Lasalle abberufen und durch Colonel Victor de Fay de La Tour-Maubourg ersetzt. Der Colonel de Schwarz wurde zum Général de brigade befördert und der Colonel Pierre César Dery, Aide-de-camp von Murat, wurde neuer Kommandeur des 5e régiment de hussards.
In einem Scharmützel am 4. Februar 1807 verloren die Husaren 11 Reiter und zwei Offiziere als Gefallene. Am nächsten Tag war das Regiment am Gefecht bei Waltersdorf beteiligt, wo es weitere 13 Männer verlor. Am 8. Februar kämpfte es in der Schlacht bei Eylau.
Am 24. Februar 1807 marschierte das Regiment zum Pregel und wurde bei Freidenberg von Kosaken überraschend angegriffen. Trotz des aufopfernden Einsatzes des Peloton von Sous-lieutenant Richardot verlor das Regiment 54 Männer, davon 37 als Gefangene.
Nachdem die Kavallerie am 8. Mai 1807 in Elbing einer Besichtigung (Revue) unterzogen worden war, wurde der Général de brigade Pierre Claude Pajol neuer Kommandeur der leichten Kavalleriebrigade. Als Verstärkung wurde nunmehr das „3e régiment de chasseurs à cheval“ der Brigade unterstellt. Das 5. Regiment kämpfte am 5. Juni in der Schlacht bei Guttstadt und am 6. Juni bei Deppen. In diesen beiden Aktionen hatte es acht Mann an Verlusten zu verzeichnen, davon drei Gefallene.

In der Schlacht bei Heilsberg setzte Murat, vom Ehrgeiz getrieben, seine Truppen äußerst unbesonnen ein. Als er am 5. Husarenregiment vorbeiritt bemerkte er zu dessen Kommandeur, seinem vorherigen Aide de camp: 

„Suis-moi avec ton régiment et chargeons cette canaille-là“

(Folgen Sie mir mit ihrem Regiment und schlagen wir das Gesindel)

Die Brigade von Général Pajol wurde dann nach Königsberg dirigiert, wo sie am 14. Juni 1807 eintraf. Nach dem Bekanntwerden des französischen Sieges in der Schlacht bei Friedland entschied sich der Kommandant von Königsberg, der General Lestocq die Stadt aufzugeben und abzuziehen. Königsberg wurde am 15. Juni besetzt. Das 80e Bulletin de la Grande Armée vermerkte: 

„le 5e régiment de hussards s’est distingué. Les cosaques ont été culbutés plusieurs fois et ont beaucoup souffert“

„Das 5e régiment de hussards hat sich ausgezeichnet. Die Kosaken wurden mehrfach geschlagen und erlitten große Verluste.“

Am 20. Juni traf das Regiment mit den russischen Parlamentären zusammen. Danach war der Feldzug für das Regiment beendet. Es hatte 135 Männer verloren. Ein hoher Preis für die begrenzte Anzahl der Kampfhandlungen an denen es im Februar und Mai–Juni teilgenommen hatte.

### Feldzug von 1809 in Österreich (Fünfter Koalitionskrieg)
Bei Beginn des Feldzuges war die Brigade Pajol mit ihren drei Regimentern die Aufklärungstruppe von Maréchal Louis-Nicolas Davout. Am 19. April attackierte Général Pajol bei Dünzling und Peising an der Spitze des 5. und 7. Regiments die beiden österreichischen Regimenter „Vincent-Chevaux légers “ und „Stipsicz-Husaren“. Es folgten die Schlacht bei Abensberg am 20. April, bei Landshut am 2. April und die Schlacht bei Eckmühl am 22. April. Das Regiment verfolgte am 23. April die Merveldt-Ulanen bis unter die Mauern von Regensburg. Dies geschah alles während des 5. Koalitionskrieg.
Mit der Verfolgung der Truppen von Erzherzog Karl beauftragt, bewegten sich die Husaren nordöstlich von Regensburg auf dem linken Donauufer, zogen in Cham und Regen ein. Am 1. Mai 1809 wurden die Regimenter durch Général Montbrun besichtigt und zogen dann nach Krems, wo sie am 20. Mai eintrafen. Von hier aus hatte das 5. Regiment die Donau zwischen Krems und Wien zu überwachen.
Der Général Pajol wurde zum Kommandeur der leichten Kavallerie im Corps Davout ernannt, bestehend aus den 5e und 7e Hussards, dem 11e und dem 12e régiment de chasseurs à cheval.
Am 5. Juli überquerten die Husaren um 16:00 Uhr am äußersten rechten Flügel der französischen Gruppierungen die Donau bei Mühlleiten. Am 6. Juli kämpfte das Regiment in der Schlacht bei Wagram. Dabei verlor es 10 Offiziere durch Verwundung und mehr als fünfzig Husaren waren gefallen, oder an ihren Verwundungen gestorben. Dazu wurden 117 Pferde getötet. Am nächsten Tag ging es in die Verfolgung der österreichischen Armee mit einem Gefecht bei Korneuburg und am 9. bei Hollabrunn, sowie am 10. Juli in die Schlacht bei Znaim.
Der viermonatige Feldzug des Jahres 1809 kostete das Regiment 87 Gefallene.
Nach dem Znaimer Waffenstillstand vom 12. Juli wurde das Regiment nach Olmütz und nach Hradisch beordert. Anfang September erfolgte die Verlegung nach Kostel, Auspitz und Lundenburg.
Nachdem der Regimentskommandeur Colonel Déry zum Général de brigade befördert worden war, wurde er am 21. September 1809 durch Colonel Charles-Claude Meuziau ersetzt. Nach der Unterzeichnung des Friedensvertrages verließ das Regiment Mähren und verlegte zunächst nach Wien und dann nach Salzburg. Am 16. März 1810 bildete es bis nach Augsburg die Eskorte für Erzherzogin Marie-Louise.
Im Juli wurde die Einheit nach Frankreich zurückbeordert und erhielt Stenay als Garnison zugewiesen.

### Die Détachements des 5eRH in Spanien 1807–1811
Im Jahre 1807 wurden Teile des Regiments den provisorischen Kavallerieeinheiten zugewiesen, welche zum Einsatz in Spanien bestimmt waren. Hier waren die Husaren im Mai 1808 bei der Niederschlagung des Aufstandes in Madrid beteiligt. Bis 1810 befanden sich mehr als 250 Offiziere und Husaren in Spanien, zugeteilt zum 10e régiment de hussards und dem 3e régiment de hussards oder aber in den provisorischen Einheiten.
Im September 1810 wurde die 4. Escadron nach Spanien kommandiert, um dort zusammen mit Escadrons des 11e und des 12e Chasseurs das „2e régiment provisoire de Cavalerie Légère“ zu bilden. Das Regiment unterstand der Brigade von Général Wathier de Saint Alphonse und war in die, von Maréchal Bessières kommandierte Armée du Nord integriert. Hier kämpften die Husaren während des Rückzugs der französischen Kräfte aus Portugal.
Im Einzelnen kämpften sie am 5. Mai 1811 in der Schlacht bei Fuentes de Oñoro gegen die britisch-portugiesischen Truppen des General Wellington. Nach vorbereitendem Artilleriefeuer der Franzosen auf die britischen Linien attackierte die 4. Escadron des Regiments das „51st Light Infantry Regiment“. Der kommandierende Offizier dieser in exponierter Stellung stehenden Einheit befahl den Rückzug und ordnete an, die Fahnen zu verbrennen, um sie nicht den Husaren in die Hände fallen zu lassen. Die Verluste der Escadron waren nicht unerheblich, ein Offizier wurde verwundet, 9 Husaren waren gefallen und sieben gerieten in Gefangenschaft (davon zwei Verwundete). Die Gefangenen wurden erst 1814 wieder freigelassen.
Diese 4. Escadron, bestehend aus 197 Reitern (davon acht Offiziere) wurden im September 1811 in Burgos zur Aufstellung des „31e régiment de chasseurs à cheval“ herangezogen.

### Der Feldzug nach Russland 1812
Die Vorbereitungen zum Russlandfeldzug begannen damit, dass ein erstes Kontingent am 11. Januar 1812 Stenay verließ, dem am 9. Februar ein größeres Détachement folgte. Die Husaren des 5e RH passierten Mainz am 23. Februar und Frankfurt am Main am 5. März. Der Marsch ging weiter über Hannover und Berlin in das Herzogtum Warschau, wo sie mit der Armee zusammentrafen. Nur zwei Escadrons des Regiments waren für den Feldzug nach Russland bereitgestellt: die 1. Escadron mit der „1re compagnie d’élite“ (1. Elitekompanie) und der 5. Kompanie, sowie die 3. Escadron mit der 3. und der 7. Kompanie. Nach dem erheblichen Mannschaftsersatz seit 1809 bestanden die Escadrons mehrheitlich aus jungen Rekruten ohne militärische Erfahrung.

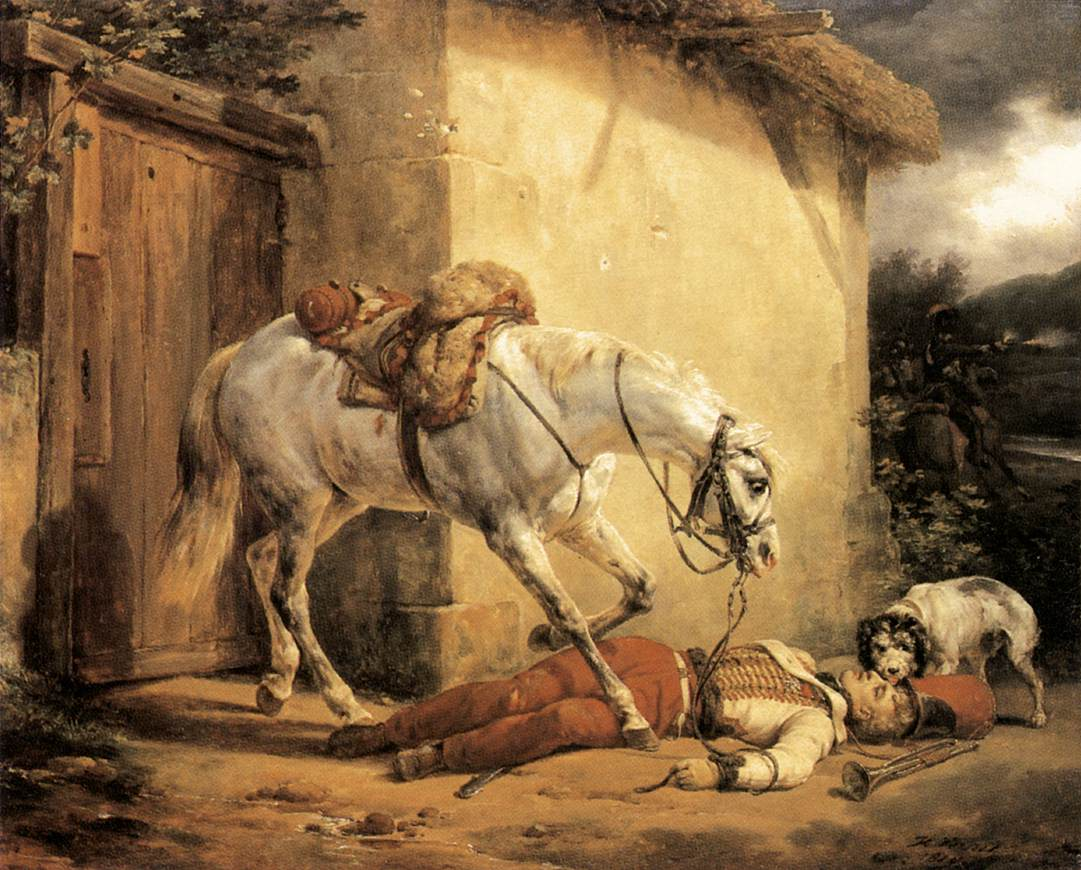
Verwundeter Husarentrompeter in Russland

Das Regiment gehörte zur Reservekavallerie von Joachim Murat, dem 2. Kavalleriekorps (Général de Montbrun), 2. leichte Kavalleriedivision (Général Sébastiani – am 9. August durch Général Pajol ersetzt), 8. Brigade (Général Burthe)
Der Njemen wurde am 24. Juni 1812 überquert und die Husaren zogen über Kaunas nach Wilna, wo sie am 28. Juni eintrafen. Am 3. Juli war das Regiment bei Swentzianoï in ein Gefecht mit der russischen Nachhut der Armee von Barclay de Tolly verwickelt. Am 5. Juli folgten an der Dysna Kämpfe gegen die Kavallerie von Generalmajor Baron Korff. Wizebsk wurde am 28. Juli erreicht.
Am 8. August war das Regiment bei Inkowo östlich von Smolensk in ein heftiges Gefecht verwickelt. Eine Gegenoffensive der Russen überraschte den Général Sébastiani völlig. Dabei verlor das 5e RH drei Offiziere, vier gefallene Reiter und 46 Gefangene. Es folgte der Marsch auf Smolensk über Dubrouna, Liady, Krasnoïe, dabei nach dem Erreichen des Wjasma die linke Flanke von Napoleons großem Zug nach Moskau aufklärend.
In der Schlacht bei Borodino am 7. September war das Regiment hauptsächlich an den Attacken des „2e corps de cavalerie“ auf die rechte Seite der Grande Redoute beteiligt. Hinter den Kürassieren und den Carabiniers wurde die leichte Kavallerie Pajols in den Kampf geworfen. Hier attackierten sie die 7. Division des 6. Korps von General Dmitri Dochturow, bis sie auf die Gardekavallerie (1. Kavalleriekorps von General Fjodor Petrowitsch Uwarow), 2. Reservekavalleriekorps von General Korff und 3. Reservekavalleriekorps von General de Pahlen trafen und zurückweichen mussten. Das Regiment hatte zwei gefallene und 12 verwundete Offiziere (darunter den Colonel Meuziau), neun Husaren waren im Kampf gefallen – über die Zahl der Verwundeten gibt es keine Angaben. Ein weiteres Gefecht gab es am 9. September bei Mojaïsk, der letzten Stadt vor Moskau. Hier verlor die Einheit einen Offizier, einen Maréchal des logis und einen Reiter.
Die russische Hauptstadt wurde schließlich am 14. September eingenommen und die „2e division de cavalerie légère“ (2. leichte Kavalleriedivision) ritt als erste in Moskau ein. Bei einer Revue am 20. September bestand das Regiment noch aus 28 Offizieren und 375 Reitern, von denen jedoch nur noch 249 ein Pferd hatten. Der Gesamtbestand war bereits auf 54 % abgesunken und der Prozentsatz der Berittenen lag bei 60 %.
Das 5e RH blieb nicht in Moskau, sondern wurde in die Schlacht bei Winkowo geschickt, um die Verfolgung der russischen Armee aufrechtzuerhalten. Am 22. September wurde in einem Gefecht im Umfeld von Moskau der russische General Ferdinand von Wintzingerode durch den Capitaine Crozet gefangen genommen.
Offiziell verließ die französische Armee Moskau am 19. Oktober, die letzten Truppenteile zogen jedoch erst am Sonntag, dem 25. Oktober ab. Beim Übergang über die Beresina verlor das Regiment am 28. November seinen Stabsarzt (Chirurgien-major), der im Fluss ertrank.
Als das Regiment im Januar 1813 Revue passierte, musste zur Kenntnis genommen werden:
- von den beiden Escadronen waren lediglich 58 Offiziere und Reiter übrig, davon waren 15 verwundet, vier mussten wegen erfrorener Füße „pieds gelés en Russie“ in das Hôtel des Invalides überstellt werden.

### Der Feldzug in Sachsen – 1813
Die beiden Kriegsschwadronen waren nach dem russischen Feldzug ausgeblutet und durch den Rückzug an die Grenze der Existenz gebracht. Eine Wiederauffrischung war unvermeidbar geworden. Das 5e RH wurde mit dem 9e hussards unter dem Kommando von Général Corbineau zur „8e brigade de cavalerie légère“ zusammengelegt und der 2. Division von Général Rémy-Isidore Exelmans unterstellt. Allerdings bestand das Regiment zu diesem Zeitpunkt aus lediglich drei Offizieren und 53 Husaren, ein Zustand, in dem sich die meisten Kavallerieregimenter befanden. Am 15. April 1813 bestand es dann wieder aus sechs Offizieren, 145 Husaren mit zusammen 158 Pferden.
Im Jahre 1813 erfolgte eine massive Rekrutierung durch Konskription, vorrangig in den rheinischen Départements, die es erlaubte das Regiment wieder auf Kriegsstärke zu bringen.
Die „5e hussards“ wurden dem „IIe Corps de cavalerie“ von Général Sébastiani zugewiesen und als Vorhut des Corps von Maréchal Victor an die Oder kommandiert, wo sie an der Blockade von Glogau eingesetzt wurden. Seit dem 16. Mai war Colonel Fournier neuer Regimentskommandeur.

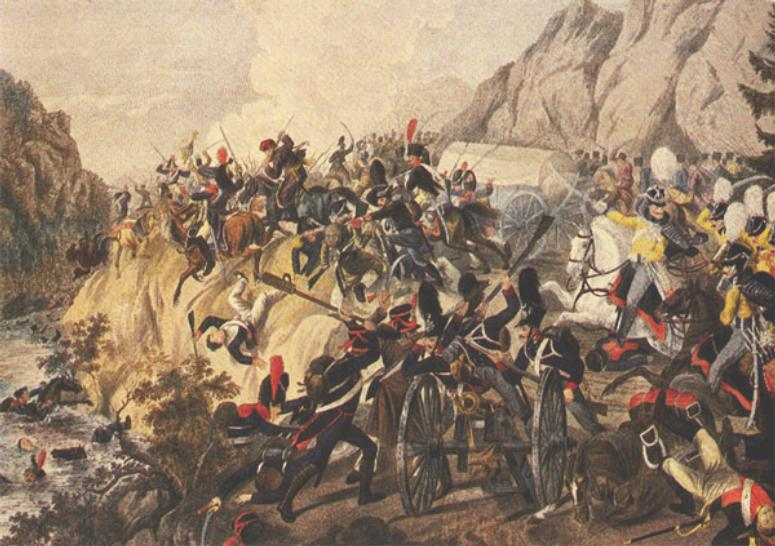
Schlacht an der Katzbach

Am 21. August 1813 waren die „5e hussards“ bei Bunzlau in ein Gefecht mit russischen Truppen von General Osten-Sacken verwickelt. Am 26. August trafen die 35.000 Mann von Maréchal Macdonald, genannt „Armée de la Boder“ auf die 85.000 Mann der Schlesischen Armee unter dem Kommando von Generalfeldmarschall Blücher. Daraus entwickelte sich die Schlacht an der Katzbach, in der die Franzosen vernichtend geschlagen wurden. Das Regiment verlor mehr als 20 Offiziere und Reiter; der Chef d’escadrons de Gramont geriet in russische Gefangenschaft. Der Rückzug geriet zur regelrechten Flucht, eine nicht unerhebliche Anzahl der (deutschstämmigen) Husaren desertierten, indem sie sich in die deutschen Linien „verirrten“.
Anfang September bestand das Regiment nur noch aus 288 Offizieren und Reitern, 65 befanden Angehörige sich in Hospitälern. Es hatte 60 % seines Bestandes verloren. Am 28. September fand bei Dresden eine Parade vor Napoleon statt, der konstatierte, dass der Regen und die Desertionen dem Regiment mehr zugesetzt hatten als der Feind. Bei einem Scharmützel am 13. Oktober bei Wittemberg an der Elbe, machten die Husaren an die 60 Gefangene, erbeuteten eine Kanone und vier Wagen.
Am 16. Oktober kämpfte das Regiment in der Völkerschlacht bei Leipzig und zog sich nach dem Verlust von sieben Offizieren und Husaren nach Lützen und Weißenfels zurück. Mit den Überresten der Armee kämpfte das „5e hussards“ in der Schlacht bei Hanau gegen bayerische Truppen. Am 30. Oktober bestand die Einheit noch aus 61 Husaren und 10 Offizieren.
Es gelang dann noch einige Détachements aufzustellen, das wichtigste wurde am 22. Dezember 1813 in der Zitadelle Wesel stationiert. Die Einheit bestand aus sieben Offizieren und 75 Männern unter dem Befehl von Chef d’escadrons Sigismond du Pouget de Nadaillac und wurde zur Aufstellung des „1er régiment provisoire de cavalerie“ (1. provisorisches Kavallerieregiment) unter Colonel Deschamps verwendet. Général Jean Raymond Bourke leitete die Verteidigung der Festung und widerstand allen Angriffen bis zur Abdikation Napoleons und dem Kriegsende am 10. Mai 1814.
Die anderen Teile des Regiments wurden in Magdeburg mit Versprengten und mit dem verbliebenen Personal des Kavalleriedepots zusammengelegt. Die provisorische Einheit hielt unter Général Lemarroi, zusammen mit der regulären Garnison die Festung bis zum Friedensschluss besetzt. Kleinere Teile des Regiments kämpften noch auf anderen Schauplätzen, so ein Maréchal des logis und zwei Husaren bei der Belagerung von Torgau, das von Général Louis Marie de Narbonne-Lara verteidigt wurde und das am 26. Dezember 1813 kapitulieren musste. Die drei Husaren gingen in Gefangenschaft, wo sie bis Mai 1814 verblieben. Einige weitere waren mit in Hamburg eingeschlossen, wo der Maréchal Louis-Nicolas Davout bis zur Unterzeichnung des Friedensabkommens widerstand.
Der Feldzug von 1813 hatte das Regiment 321 Gefallene, 59 Gefangene und 286 Versprengte/Deserteure gekostet.

### Feldzug in Frankreich (1814) und Erste Restauration
Die letzten Teile des Regiments überquerten den Rhein und waren danach massiv in die Kämpfe des Feldzuges von 1814 verwickelt.
Zusammen mit den Überresten der meisten Kavallerieregimenter wurde es in die Armee von Maréchal Macdonald eingegliedert. Die letzten Aushebungen erlaubten es den Depots genügend Personal zuzuweisen, um an den Operationen in Frankreich teilzunehmen, wenn auch die Sollstärke des Regiments nicht mehr erreicht werden konnte. Die Einheit, die über die Stärke eines Détachements nicht mehr hinauskam, war am 1. Februar an der Schlacht bei La Rothière beteiligt, die für Napoleon in einer Niederlage endete.
Am 9. Januar wurde die Kavallerie neu gegliedert und das „5e RH“ wurde der Brigade von Général Jean-Baptiste Dommanget zugewiesen. Nachdem alles zusammengekratzt worden war, (aus den Depots und vereinzelten, kleineren Détachements), bestanden jede der kämpfenden Escadrons theoretisch aus 185 Offizieren und Husaren. Es folgte die Teilnahme an der Schlacht bei Vauchamps am 14. Februar und den Gefechten bei Mormant und Nangis am 17. Februar.
Am 12. März 1814 wurde dem Général Jean Nicolas Curély befohlen, eine Kavalleriebrigade aufzustellen. Dazu wurden Element aus dem 2. und 5. Kavalleriekorps verwendet. Die Reste des „5e RH“ wurden zur 3. Escadron des neuen, leichten Kavallerieregiments. Aufgabe der Brigade war die Abriegelung des Zugangs von der Aisne nach Compiègne und Soissons.
Die Brigade kämpfte dann noch am 18. März in der Schlacht bei Montereau und in der Schlacht bei Arcis-sur-Aube am 20. und 21. März, in der die völlige Vernichtung der Kavallerie der Garde impériale erfolgte. Mit dem Einzug der Alliierten in Paris am 31. März und der Abdankung von Napoleon am 6. April endeten die militärischen Operationen. Der Feldzug in Frankreich kostete das Regiment 76 Husaren, nicht gerechnet diejenigen, die nach der Abdankung Napoleons einfach nach Hause gingen.
Nach der Rückkehr von König Louis XVIII. und der dadurch erfolgten Restauration wurde das Militär und damit die Anzahl der Regimenter drastisch reduziert. Am 12. Mai 1814 gab der König die Regelung zur Neuorganisation der Kavallerie bekannt:
- Das „5e régiment de hussards“ wurde zum „Régiment des hussards d’Angoulême“, bestehend aus:
- den Resten des „5e régiment de hussards“ mit Depot in Stenay
- den Resten des aufgelösten „11e régiment de hussards“
- der 3. 4. und 5. Escadron des aufgelösten „8e régiment de hussards“
- der 2. Escadron des aufgelösten 2e régiment des éclaireurs de la Garde impériale (2. Aufklärungsregiment der kaiserlichen Garde)

Die Offiziere und Husaren der benannten Einheiten wurden dazu aus der Kriegsgefangenschaft entlassen.

## Herrschaft der Hundert Tage 1815
Nach der Rückkehr Napoleons von Elba während der Herrschaft der Hundert Tage war das Regiment in der Schlacht bei Waterloo eingesetzt. Es gehörte zur 4e division de cavalerie im 1er corps de cavalerie.

## Das 5erégiment de hussards von 1815 bis 1870

### Die Feldzüge in Spanien (1823), Belgien (1831–1832) und Algerien (1840 und 1846–1848)
Nach der zweiten Wiedererrichtung der Bourbonenmonarchie wurde das Regiment am 31. August 1815 unter dem Namen „Régiment des hussards du Bas-Rhin“ in Provins neu aufgestellt. Kommandant war der Graf Boniface de Castellane.
1823 nahm das Regiment unter dem Befehl von Colonel Muller am Feldzug nach Spanien teil. Es passierte die Grenze am 17. April und konnte sich im Gefecht bei Logroño auszeichnen, wo es General Don Julien Sanchez gefangen nahm und eine Fahne erbeutete. Weiterhin im Gefecht bei San Lucar de Mayor am 19. Mai, wo zusammen mit dem 9e régiment de chasseurs à cheval, eine Anzahl am Gefangenen gemacht und zwei Standarten erbeutet wurden. Am 12. Dezember kehrten die Husaren nach Frankreich zurück.
Im Jahre 1825 wurde die Einheit wieder in „5e régiment de hussards“ umbenannt und nach Thionville in Garnison gelegt. Beim Besuch von König Charles X. 1828 in Metz stellte das Regiment die Eskorte.
Während der Julirevolution von 1830 wurden der Colonel Comte des Monstiers de Mérinville, zehn Offiziere und der Regimentsgeistliche davongejagt, weil sie sich auf die Seite der königlichen Familie gestellt hatten.
1831 war das Regiment bei den Truppen, die in der Region Louvain gegen die Streitkräfte der Niederlande aufgeboten wurden, die die Unabhängigkeit des neuen Königreichs Belgien bedrohten. Erneut rückte das Regiment 1832 zur Belagerung von Antwerpen in Belgien ein.
Im Januar 1840 wurden die 1, und die 3. Escadron nach Algerien verlegt, wo sie an den Operationen bei Cherchell, Médéah, Miliana und Blida teilnahmen. Dabei hatten sie zwei Gefallene und sechs Verwundete zu beklagen. Die beiden Escadrons wurden dann im September aufgelöst, das Personal auf das 1er régiment de chasseurs d’Afrique, 2e régiment de chasseurs d’Afrique, 3e régiment de chasseurs d’Afrique und das 4e régiment de chasseurs d’Afrique aufgeteilt.
1846 verlegte das komplette Regiment nach Algerien und nahm dort an den Operationen der Jahre 1846, 1847 und 1848. Im Juni des gleichen Jahres kehrte es nach Frankreich zurück und traf in Castres ein. Ein Offizier und etwa zehn Husaren waren in den Kämpfen umgekommen.

### Zweites Kaiserreich, Feldzüge in Algerien (1855/59), Italien (1859) und Mexiko (1862/67)

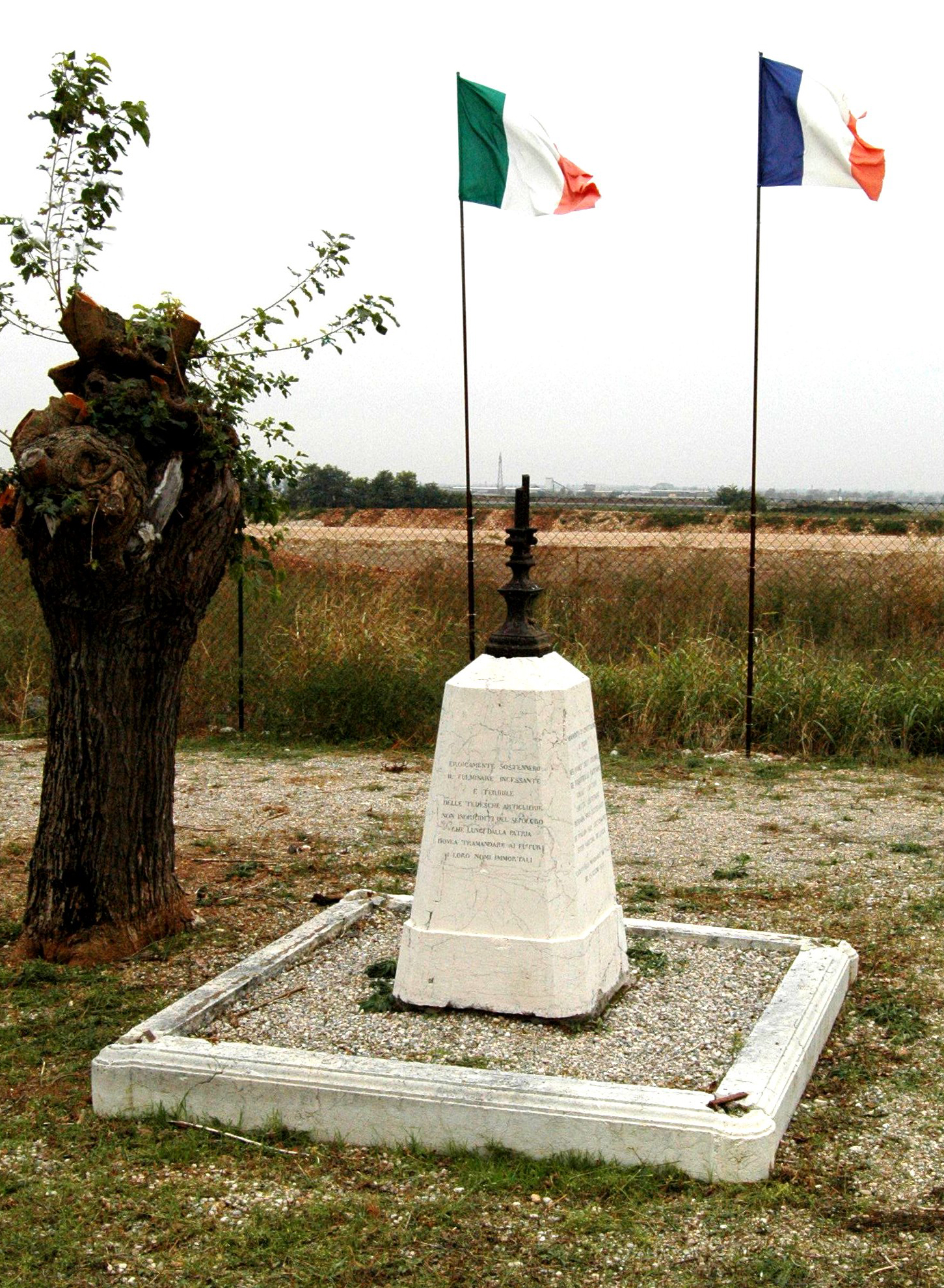
Ehrengrab für die Offiziere des „5^{e} régiment de hussards“ bei Ca’ Fattori, Medole, gefallen in der Schlacht bei Solferino

Nach dem Staatsstreich vom 2. Dezember 1851 durch den Staatspräsidenten Charles-Louis-Napoleon Bonaparte befand sich das Regiment unter seinem Colonel Armand-Octave-Marie d’Allonville in der Umgegend von Paris, um hier die Ruhe aufrechtzuerhalten. Um bei der angesetzten Militärparade nicht « Vive Napoléon » rufen zu müssen, verzögerte es seine Ankunft in Paris so lange, bis es zu spät kam, um an der Parade noch teilnehmen zu können. Es wurde daraufhin nach Limoges strafversetzt.
Im März 1855 erfolgte die dritte Verlegung nach Algerien, drei Escadrons lagen in Constantine und drei in Sétif. Die Einsätze erfolgten in Expeditionen nach Süden bis nach Touggourt. Einige Abteilungen wurden 1856, 1857 und 1858 an die tunesische Grenze kommandiert.
1859 wurde das Regiment nach Italien transportiert, wo es am 8. Mai eintraf, um anschließend im Sardinischen Krieg eingesetzt zu werden. Zusammen mit dem „1er régiment de chasseurs d’Afrique“ bildete es die Brigade von Général de Planhol in der Division von Général Desvaux, die wiederum dem 1. Corps von Maréchal Baraguey d’Hilliers zugeteilt war. Es folgte die Teilnahme an der Schlacht bei Solferino. Hier attackierten die Husaren am Nachmittag, zusammen mit dem „1er régiment de chasseurs d’Afrique“ und dem „3e régiment de chasseurs d’Afrique“, dabei hatte das „5e RH“ einen Verlust an 20 Gefallenen, darunter den Lieutenant-colonel und mehr als 40 Verwundete zu verzeichnen. Die 1. Escadron hatte bis zum Abend 150 Gefangene gemacht.
Zurück in Frankreich wurde die 1. Escadron zur Expedition 1862 nach Mexiko kommandiert. Sie traf am 24. September in Vera Cruz ein und diente als Escorte von Général Élie Frédéric Forey während der Belagerung von Puebla im Mai 1863. Ein Teil des Regimentsstabes und die 2. Escadron gingen 1864 nach Mexico. Zusammen mit zwei Escadrons des „2e régiment de chasseurs d’Afrique“ bildeten sie das „2e régiment de marche“ (2. Marschregiment). Die beiden Escadrons nahmen mit dem „3e régiment de zouaves“ am 1. August 1864 an der Operation am Col de Candelaria teil. Es folgten die Gefechte bei Huaniquéo am 24. April 1865, bei Hacienda Colorado am 16. Juni 1866 und bei Tlaxcala am 2. November 1866. Die beiden Escadrons verließen Mexiko am 24. Februar 1867 und kamen am 23. März in Saint-Nazaire an. Sie hatten 18 Gefallene (davon mehr als die Hälfte am Gelbfieber gestorben) und 17 Verwundete zu beklagen.
Im Jahre 1870 stand das Regiment in Paris, Kommandeur war Colonel Flogny.

## Deutsch-Französischer Krieg 1870–1871
Im Januar 1870 war das Regiment in Paris zur Unterdrückung der Unruhen eingesetzt, die sich aus Anlass der Beerdigung von Victor Noir und der Volksabstimmung am 8. Mai entwickelt hatten.
Als Vorbereitung auf den bevorstehenden Feldzug wurden die Säbeltaschen und die Standarte im Depot abgegeben.

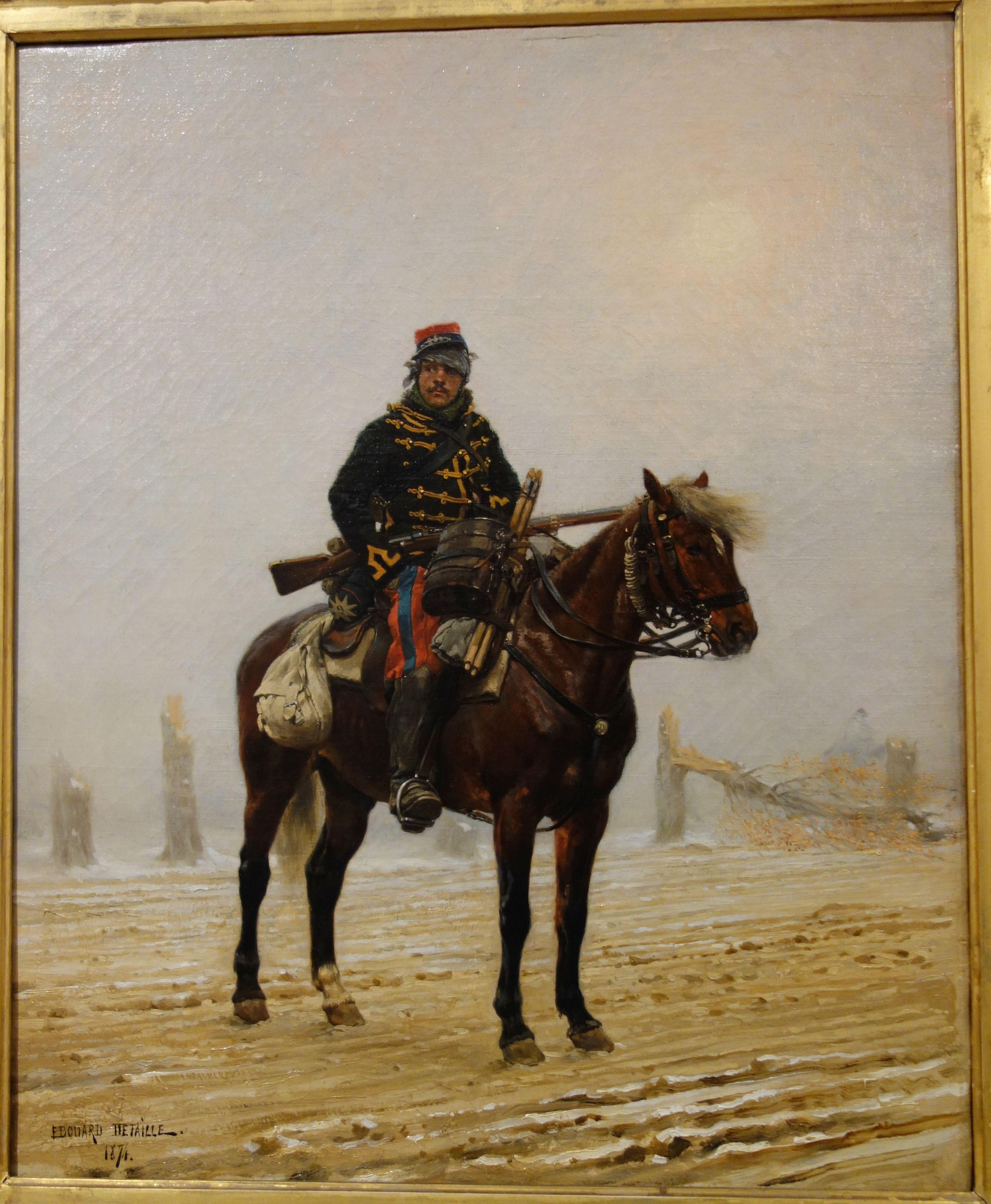
Husar 1871

### Der erste Feldzug mit dem 5. Corps
Unter dem Befehl von Colonel Victor Flogny verließ das Regiment am 19. Juli mit der Eisenbahn Paris und traf am nächsten Tag Niederbronn-les-Bains ein. Von dort aus bewegte es sich zu Pferd nach Bitche (Ankunft am 23. Juli) und dann nach Sarreguemines (Ankunft am 24. Juli)
Das „5e RH“ bestand aus einem Stab und vier Escadrons.
- 1. Escadron, Capitaine Pelissier de Féligonde
- 2. Escadron, Capitaine Bouchain
- 3. Escadron, Capitaine Luizet
- 4. Escadron, Capitaine Fleury.

Es wurde dem „5e corps d’armée“ unter dem Général de division Pierre Louis Charles de Failly unterstellt.
Nach der Ankunft in Lothringen wurde es zum Verdruss seines Kommandantenzur Divisionskavallerie bestimmt (Patrouillen- und Aufklärungsdienste, Meldereiterei) und aufgeteilt:
- 1. Escadron als Escorte für den Korpskommandanten Général Failly
- 2. Escadron zur „3e division d’infanterie“ (Général Goze)
- 3. Escadron zur „1er division d’infanterie“ (Général de l’Abadie d’Aydren)
- 4. Escadron zur „2e division d’infanterie“ (Général Guyot de Lespart)

Am 3. August begannen die 1., 3. und 4. Escadron mit der Aufklärung über die Grenze hinweg. Nach dem Abmarsch aus Sarreguemines wurde bei Frauenberg (Moselle) die Grenze überschritten und die Blies überquert, womit man sich in der bayerischen Pfalz befand. Die Patrouillen folgten dem Mandelbach bis nach Bebelsheim, 12 Kilometer hinter der Grenze. Nach 18 Stunden kehrten sie, ohne auf Widerstand gestoßen zu sein, nach Sarreguemines zurück. Am gleichen Abend noch beglückwünschte Général Failly und sein Stab dem Regimentskommandanten zu diesem Erfolg und drückte seine Zufriedenheit über die Aktion aus.
Es war die einzige Aktivität des Regiments in diesem ersten Teil des Feldzugs. Ohne Gefechtstätigkeit marschierte es jetzt in das Camp de Châlons.

### Der zweite Feldzug mit dem 5. Corps
Nach dem Scheitern des ersten Feldzuges wurden die Reste des 1., 5., 7. und 12. Corps im Camp de Châlons (bei Châlons-en-Champagne) zur Armée de Châlons unter Patrice de Mac-Mahon zusammengezogen und nach Metz dirigiert. Dieser Marsch war extrem langsam und die Kavallerie wieder nicht in der Lage, ihre Aufklärungsaufgaben zu erfüllen.
Am 29. August hatte das „5e RH“ bei Beaufort-sur-Argonne Kontakt mit deutschen Patrouillen, die jedoch zurückgeschlagen werden konnten. Das Regiment biwakierte dann am Abend des 31. August in Fleigneux nördlich von Sedan. Die zweite Escadron hatte sich von der ihr zugewiesenen Infanteriedivision entfernt, und ignorierte die Befehle, sich dem Regiment wieder anzuschließen. Das Verhalten des Escadronskommandanten Capitaine Bouchain war zu diesem Zeitpunkt eine reine Gehorsamsverweigerung, im Endeffekt wurde es jedoch belohnt, da er der Falle von Sedan so entkommen konnte.
Gemäß den Kapitulationsverhandlungen wurde die Mehrzahl der Offiziere in die Kriegsgefangenschaft geführt, einige wenige konnten nach Belgien entkommen und nur vier von ihnen akzeptieren das Angebot der Freilassung auf Ehrenwort, nicht mehr gegen Deutschland zu kämpfen. Zwei Offiziere der 1. Escadron konnten auf unbesetztes, französisches Gebiet entkommen.

### Die 5. Escadron
Bei Kriegsbeginn wurde im Depot in Joigny eine 5. und 6. Escadron aufgestellt. Die 5. Escadron wurde am 25. Juli auf die Eisenbahn verladen und nach Metz transportiert, wo sie am 27. Juli eintraf. Sie wurde zur Escorte für Maréchal François-Achille Bazaine bestimmt. Am 14. August nahm die Escadron an der Schlacht bei Colombey und am 16. August an der Schlacht bei Vionville teil. Während dieser Schlacht, nach dem Scheitern der Attacke der französischen Gradekürassiere, wurde eine Artilleriestellung durch einen Angriff des Braunschweigischen Husaren-Regiment Nr. 17 (Oberst von Rauch), der 1. Escadron des Westfälischen Husaren-Regiment Nr. 11 und Teilen eines der Gardedragoneregimenter durchgeführt. Dieser Angriff konnte von der 5. Escadron, Teilen des 4e régiment de chasseurs à cheval und dem „3e bataillon de chasseurs à pied“ (3. Bataillon Jäger zu Fuß) abgeschlagen und die verlassenen Kanonen zurückgewonnen werden. Bei dieser Aktion wurden zwei Offiziere verwundet, neun Husaren waren gefallen, 15 verwundet und mehrere in Gefangenschaft geraten. Bei der Kapitulation von Metz am 27. Oktober 1870 konnten vier der Offiziere konnten entkommen, der Rest der 5. Escadron wurden als Kriegsgefangene weiterhin zur Bewachung des französischen „Grand Quartier Général“ (Oberkommandos) von Maréchal Bazaine eingesetzt.

### Das Détachement des 5eRH bei der Belagerung in Bitsch
Die 2. Escadron des Regiments konnte aus der Falle von Sedan entkommen und wurde danach in das „2e régiment de marche mixte de cavalerie“ (2. gemischtes Kavallerie-Marschregiment), aufgestellt im September 1870 in Tarbes, eingegliedert.
Ein weiterer, kleiner Überrest des Regiments unter dem Kommando von Sous-lieutenant Dupuy der 3. Escadron war in die Zitadelle von Bitsch entkommen, um von hier aus den Kampf fortzusetzen.
Nach der Kapitulation wurde der Sous-lieutenant Dupuy zum Lieutenant und der Adjutant Wirmann zum Lieutenant befördert. Die Damen von Bitsch verehrten den Husaren eine gestickte Standarte. Das Führen dieser Standarte wurde dem Regiment mit einer Ausnahmegenehmigung des Kriegsministeriums vom 16. August 1880 erlaubt. Nach der Auflösung des Regiments im Jahre 1921 wurde sie im Armeemuseum deponiert, und dann dem 8e régiment de dragons  als Traditionseinheit übergeben. Seit 1939 ist sie nicht mehr auffindbar.

### Die außerhalb des Regimentsverbandes stehenden Escadrons während des Krieges
Der Zusammenbruch der kaiserlichen Armee brachte es mit sich, dass weitere Einheiten der leichten Kavallerie in den Depots aufgestellt wurden:
- die 2. Escadron, aus Sedan entkommen, versammelte sich am 14. September unter dem Kommando von Capitaine Rival im Depot in Carcassonne. Neu ausgerüstet, wurde sie dem „2e régiment mixte de cavalerie“ (2. gemischtes Kavallerieregiment) in Tarbes zugeteilt.
- die 6. Escadron mit einem überzähligen Zug, bestehend aus 15 Offizieren, 232 Reitern und 126 Pferden wurde am 11. September im Depot von Joigny errichtet.
- die 7. Escadron (gleichzeitig 1. Marschescadron) unter dem Befehl von Capitaine d’Esclaibes d’Hust, bestehend aus 6 Offizieren, 130 Reitern und 115 Pferden wurde am 1. November 1870 in Poitiers zur Aufstellung des „2e régiment de marche de hussards“ (2. Husaren-Marschregiment) verwendet. Kommandeur war der Lieutenant-colonel de Pointis.
- die 8. Escadron (gleichzeitig 2. Marschescadron) wurde im Dezember 1870 in Poitiers aufgestellt. Sie stand unter dem Kommando von Capitaine de Montholon und verfügte über 5 Offiziere, 130 Reiter und 110 Pferde. Sie wurde dem, ebenfalls in Poitiers errichteten „8e régiment de marche mixte de cavalerie“ (8. gemischtes Kavallerie-Marschregiment) unter Lieutenant-colonel Palanque zugeteilt.
- die 9. Escadron (gleichzeitig 3. Marschescadron) wurde im Januar 1871 in Libourne zur Aufstellung des „4e régiment de marche de hussards“ (2. Husaren-Marschregiment) unter Lieutenant-colonel Bauvieux herangezogen. Es wurde dem 19. Corps zugewiesen. Die Escadron bestand aus 5 Offizieren, 120 Reitern und 112 Pferden.

Zur Wiedererrichtung des „5e régiment de hussards“ am 10. März 1871 in Carcassonne wurden verwendet:
- Teile des „1er régiment de marche de hussards“
- der 2. Escadron des 2e régiment de hussards
- der 2. Escadron des 4e régiment de hussards
- der 2. Escadron des 6e régiment de hussards
- der 4. Escadron des 7e régiment de hussards

## Das Regiment zwischen 1871 und 1914
Im Jahre 1873 wurde das Regiment in die Pyrenäen kommandiert, da sich in Spanien Unruhen anlässlich der Einrichtung der 1. Republik abzeichneten. 1873 war es in Lyon stationiert. Eine vierte Kommandierung nach Algerien folgte, sie dauerte von 1877 bis 1880. Stationierungsorte waren Algier und Orléansville
Nach der Rückkehr lag das 5e RH in den folgenden Garnisonen:
- Nancy (1880),
- Pont-à-Mousson (1883), mit dem Depot in Sézanne – (4e brigade de hussards, 2e division de cavalerie)
- Neufchâteau (1891)
- Pont-à-Mousson (1892), Depot in Troyes – (6e brigade de cavalerie, 6e corps)

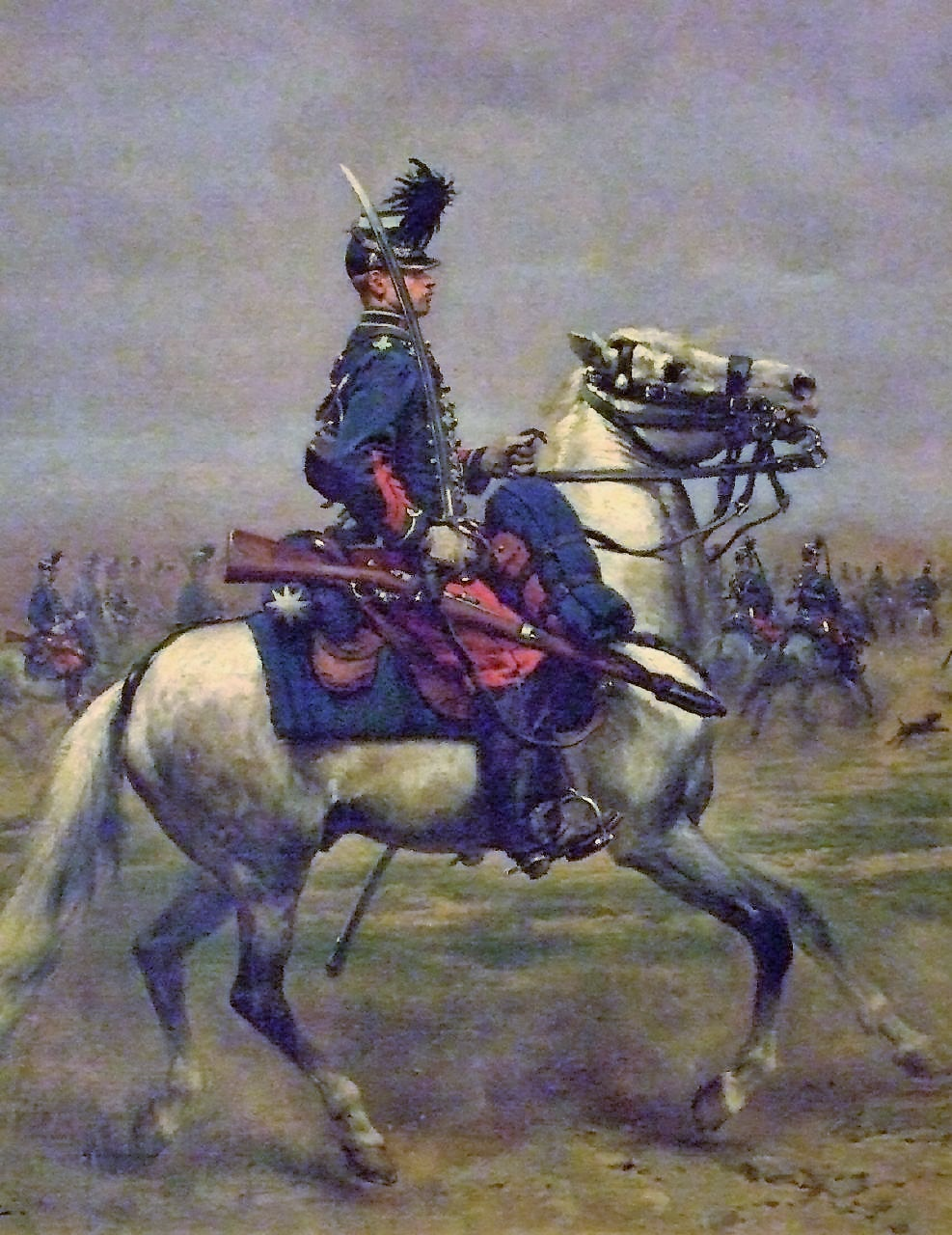
Husar um 1890

- Nancy (1896), Depot in Troyes

## Erster Weltkrieg
Bei der Mobilmachung war das Regiment in Nancy (Quartier Donop) stationiert. Es war das Aufklärungsregiment des „20e corps d’armée“ (20. Armeekorps) (Général Foch) der „IIe Armée“ (Général de Castelnau). Es bestand aus vier aktiven Escadronen, einem Maschinengewehrzug und stellte zwei Reserveescadronen auf.
- Kommandant: Colonel Boutaud de Lavilléon
- stellvertretender Kommandant: Lieutenant-colonel Maxime Weygand
- 1. Halbrégiment: Chef d’escadrons de France
  - 1. Escadron, Capitaine de Mesmay
  - 2. Escadron, Capitaine de Ligniville
- 2. Halbrrégiment: Chef d’escadrons de Lavigerie
  - 3. Escadron, Capitaine Jory
  - 4. Escadron, Capitaine Breymann
- Escadrons de réserve, Chef d’escadrons de la Giraudière
  - 5, Escadron, Capitaine Albert-Roulhac
  - 6. Escadron, Capitaine d’Huart

Das Dépôt des Regiments wurde am 9. August 1814 eingerichtet.:
- 11. Escadron, Capitaine des Moutis
- 12. Escadron, Capitaine (Réserve) Boursel

### 1914
Am 30. Juli 1814 wurde das Regiment von Colonel de Lavilléon in den Alarmzustand versetzt. Am 1. August verließen die Husaren das Quartier Donop und verlegte nach Pulnoy.
Am 3. August, gleichzeitig mit der Bekanntgabe der Kriegszustandes zwischen Frankreich und Deutschland wurde der Maréchal des logis Perez (3. Escadron) der erste Gefallene des Regiments, als seine Escadron auf eine Patrouille des 2. Hannoverschen Ulanen-Regiments Nr. 14 stieß. Das Regiment wurden sehr schnell in Lothringen zwischen Mörchingen und Château-Salins in Kämpfe verwickelt.
Am 11. August war die 4. Escadron bei Clémery in ein heftiges Gefecht mit einer Escadron bayrischer Chevaulegers verwickelt. Am 17. August rückten die Escadrons im deutschen Château-Salins ein.
Nach der Schlacht bei Mörchingen übernahm das Regiment den Schutz des Rückzugs der französischen Armee. Neuerliche Gefechte folgten nördlich von Lunéville, dann am 13. September nördlich von Toul, bei Regnéville-en-Haye und bei Thiaucourt.
Am 16. September 1914 konnte eine Patrouille der 6. Escadron, kommandiert vom Sous-lieutenant Schmeltz, in Pont-à-Mousson den Lieutenant de Lattre de Tassigny vom 12e régiment de dragons der drei Tage zuvor verwundet worden war, vor einer Gefangennahme durch die Deutschen bewahren.
Am 20. September erfolgte die Bahnverladung um am 22. September 15 Kilometer vor Amiens ausgeladen und sofort bei Cappy (Somme), Eclusiers und Bray-sur-Somme eingesetzt zu werden. Dieser Einsatz führte zu einer Belobigung im Armeebefehl.
Im Oktober wechselte das Regiment in das I. Kavalleriekorps und nahm bis Januar 1915 am Wettlauf zum Meer teil.

### 1915
ZU Beginn des Jahres folgten Einsätze für die, inzwischen abgesessenen Husaren, bei Messines, Nailleul und an der Yser. Durch schweren Artilleriebeschuss am 4. Januar bei Steenstraat in Belgien hatte die Einheit 47 Gefallene und 27 Verwundete zu beklagen. Sie blieb in diesem Frontabschnitt bis April 1915. Danach wurde sie an die Canche transportiert, um an der Schlacht im Artois teilzunehmen. Obwohl in die Gräben eingerückt, war die Einheit nicht an den Kämpfen beteiligt.
Danach wurde das Regiment nach Lothringen transportiert, wo es vom 15. Juli bis zum 31. August in Lunéville untergebracht wurde. Mitte September erfolgte die Verlegung in die Champagne, wo das „5e RH“ am 25. September bei den Kämpfen um das Fort de Beauséjour im Sektor Butte du Mesnil-Maisons-de-Champagne beteiligt war. Hier zeichneten sich die 3. (Capitaine des Moutis) und die 4. Escadron (Capitaine Florange) unter dem Kommando von Chef d’escadrons de Lavigerie besonders aus. Sie hatten die deutschen Gräben erstürmt, 600 Gefangene gemacht und zwei Maschinengewehre erbeutet. Diese Aktion kostete 17 Gefallenen (darunter der Lieutenant Camion) und 42 Verwundete. Die beiden Escadrons wurden im Armeebefehl lobend erwähnt.
Nach dreimonatigem Aufenthalt in der Champagne wurde das Regiment in die Region um Nancy verlegt.

### 1916
Nach dem Beginn der Schlacht um Verdun übernahm das „5e RH“ die Aufgaben zur Regelung der Marschbewegungen (la circulation sur les routes) im Sektor des „IIe Corps“, insbesondere im Bereich von Avoucourt, Cote 304 und Mort-Homme.

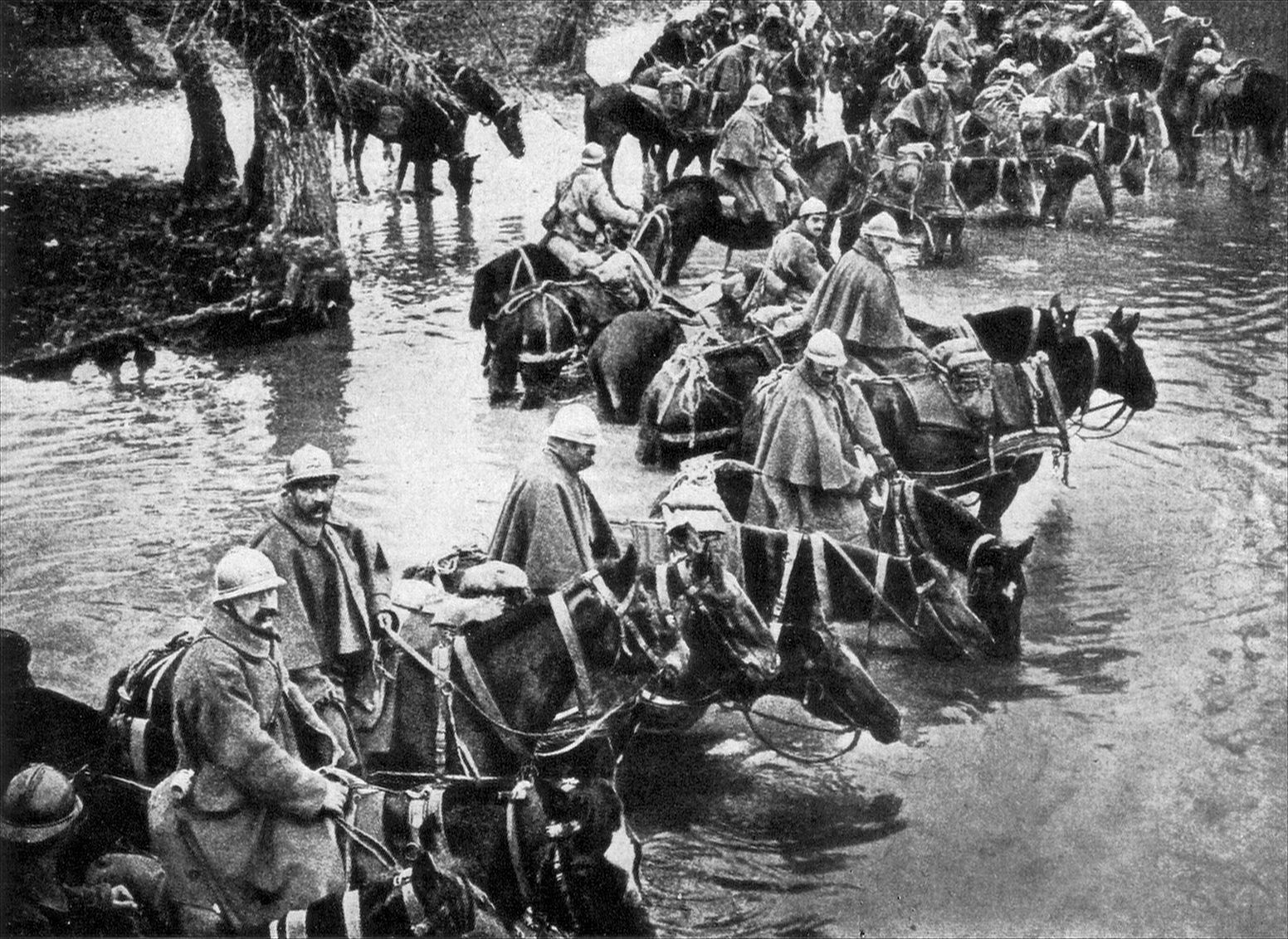
Französische Kavallerie 1916

In der Vorbereitungsphase der Schlacht an der Somme wurde das Regiment am 27. April nach Crèvecœur verlegt. Eine Abteilung zu Fuß aus sechs Zügen und einer Maschinengewehrgruppe wurde gebildet und nach Curlu und Frise verlegt, um die Verbindung zwischen der 11. Infanteriedivision und der 2. Kolonial-Infanteriedivision sicherzustellen. Die Abteilung bestand aus 280 Mann und war am 26. Juni und am 12. Juli in Kämpfe verwickelt. Dabei verlor sie die Cpitaines d’Huart und de la Mettrie, den Lieutenant Albessard und vier Husaren. Nach einer Ruhezeit in Dieppe und Le Tréport kehrten die Husaren an die Somme zurück, wo sie dann vom 15. November bis zum 15. Dezember verblieben.
Am 29. Dezember wurde eine Umorganisation befohlen:
- die 5. und die 6. Escadron wurden aufgelöst
- der Colonel de Chazelles und sein Stab wurden zur Disposition des Corpskommandos gestellt
- die 1. Escadron (Capitaine Augrain) und ein Maschinengewehrzug wurden der 11. Infanteriedivision zugewiesen.
- die 2. Escadron (Capitaine de Ligniville) wurde der 39. Infanteriedivision zugewiesen
- die 3. Escadron (Capitaine des Moutis) und ein Maschinengewehrzug wurden der 153. Infanteriedivision zugewiesen.
- die 4. Escadron (Capitaine Schaff) wurde der 168. Infanteriedivision zugewiesen.

### 1917
Zu Beginn des Jahres 1917 lag das „20e corps d’armée“ in Lothringen, um dann zur Vorbereitung der Offensive am Chemin des Dames an die Aisne verlegt zu werden. Die Escadrons des „5e RH“ waren in den vordersten Linien eingesetzt.
- ein Détachement der 2. Escadron befand sich vom 21. bis zum 23. Mai nördlich des Chemin des Dames im Kampf. Es verlor drei Gefallenen und einen Vermissten.
- ein gemischtes Détachement aus der 1., 2., 3. und 4. Escadron hatte in der Nacht zum 2, Jubi 7 Gefallene und 16 Verwundete.
- zwischen dem 2. und dem 29. Juli nahm ein Détachement unter Lieutenant Schmeltz (1. Escadron) an der Aufklärung des Sektors von Bouconville-Vauclair teil. Dabei gab es einen Gefallenen.

Zur Erholung nach Lothringen kommandiert wurde das Regiment dort aufgefrischt, um dann wieder im Sektor Mort-Homme bei Verdun verwendet zu werden.

### 1918
In den Gräben vor Verdun liegend, wurde das Regiment im März abgezogen und aufgeteilt:
- die 1. Escadron im Bereich Montdidier (Somme)-Noyon mit der 11. Infanteriedivision bis Juli. In dieser Zeit wurde die Escadron im Armeebericht lobend erwähnt.
- die 2. Escadron am Kemmelberg mit der 39. Infanteriedivision. Im April ein Détachement zur Armée Nord von Général de Mitry.
- die 3. Escadron an die Somme (März bis April, ohne Gefechtstätigkeit)
- die 4. Escadron in Flandern (Monts des Cats) von Mai bis Juli

Nach dem Scheitern der deutschen Frühjahrsoffensive war die 1. Escadron im Juli–August bei den Kämpfen um Soissons eingesetzt, und wurde dann nach Norden an die Aisne in die Region Coucy-Saint-Gobain verlegt. Im September hielt sich die Escadron zur Erholung in der Gegend von Meaux auf, um dann in Belgien auf dem rechten Ufer der Lys mit Angriffsrichtung zur Schelde verwendet zu werden.
Die 2. Escadron kämpfte in der Vierten Flandernschlacht. In der Schlacht an der Aisne konnte sie sich im Mai auszeichnen und wurde im Armeebefehl lobend erwähnt. Es folgte im Juni und Juli ein Einsatz zusammen mit einer amerikanischen Division im Sektor Château-Thierry, bei der Schlacht an der Marne, in der sie im Korpsbefehl des 38. Armeekorps lobend erwähnt wurde. Nach dem Besetzen der Linien in der Region Saint-Mihiel endete der Krieg für die Escadron in Pont-Saint-Vincent.
Die 3. Escadron war zusammen mit der 153. Infanteriedivision im Juni an den Kämpfen an der Aisne beteiligt. Im August war es in der Picardie eingesetzt. Dort wurde aus der Escadron, 2 Escadrons des 1er régiment de dragons und 2 Escadrons des 25e régiment de dragons, „Régiment provisoire du colonel Ore“ (Provisorische Kavallerieregiment Colonel Ore) aufgestellt. Die Escadron kämpfte dann noch im Oktober in der Champagne und danach im Tal der Oise. Für die Gesamtheit der absolvierten Kämpfe 1914 bis 1918 wurde der Escadron eine Belobigung im Divisionsbefehl der 153. Infanteriedivision zuteil.
Die 4. Escadron war im Mai–Juni wieder in Flandern am Mont des Cats eingesetzt, danach im Juli–August in Kämpfen an der Marne und bei Reims, danach im Tal der Oise und im Oktober–November bei Verfolgungskämpfen zur belgischen Grenze.
Am 19. November 1918 nahmen die Reiter der 2. Escadron an der Parade in Metz teil. Sie bildeten die Escorte für den Maréachal Philippe Pétain und die Generäle Fayolle, Buat, Feraud und Pougin.

## Zwischenkriegszeit
Ebenso wie eine große Anzahl anderer Kavallerieregimenter wurden das „5e régiment de hussards“ am 1. April 1921 aufgelöst. Letzte Kaserne war das „Quartier Rebéval“ in Neufchâteau (Vosges). In der Stadt gibt es bis heute eine Straße, die nach dem Regiment benannt ist. (Rue du 5e-Régiment-de-hussards).

Es wurde auf die folgenden Einheiten aufgeteilt:
- 5e régiment de dragons (Landau),
- 7e régiment de dragons (Saint-Germain-en-Laye),
- 18e régiment de dragons (Trier),
- 19e régiment de dragons (Bonn),
- 21e régiment de dragons (Landau),
- 22e régiment de dragons (Pontoise),
- 23e régiment de dragons (Meaux),
- 29e régiment de dragons (Provins)
- 5e régiment de chasseurs (Senlis),
- 7e régiment de chasseurs (Évreux),
- 14e régiment de chasseurs (Wiesbaden)
- 2e régiment de hussards (Versailles),
- 7e régiment de hussards (Angers)
- 8e régiment du génie (8. Pionierregiment) (Tours)
- École spéciale militaire de Saint-Cyr.

Insgesamt wurden 310 Reiter und 576 Pferde in die neuen Einheiten überstellt.
Die „Groupe Iéna“, (Vereinigung der Freunde des ehemaligen 5e hussards) achteten auf die Fortsetzung der Tradition des Regiments.
- Im Jahre 1932 wurde auf einen ministeriellen Beschluss aus dem Jahre 1929, unterschrieben vom Kriegsminister Painlevé, die 2. Escadron des 8e régiment de dragons in Lunéville zur Traditionseinheit des „5e régiment de hussards“ bestimmt. Die Standarte wurde den Dragonern zur Aufbewahrung übergeben.

## Zweiter Weltkrieg
Bei der Mobilmachung im September 1939 bildeten die „8e dragons“ zusammen mit dem „31e régiment de dragons“ die „4e brigade de cavalerie“, als Teil der „2e division de cavalerie“.
Die 2. Escadron war stark in die Kämpfe vom 16. und 17. Mai 1940 bei Saint-Gérard und dem Bois-l’Abbé bei Dinant eingebunden. Bis auf den Lieutenant de Benoit (gefallen 1943) und der Sous-lieutenant Branet, die in Gefangenschaft gerieten, wurden alle Offiziere getötet. Der Sous-lieutenant Jacques Branet war der letzte „Porte étendard“ des Regiments im Jahre 1939.
Bei diesen Kämpfen ging das Regiment unter.
Gefangen im „Oflag II D “ Groß-Born, gelang es den beiden, zusammen mit dem Lieutenant Alain de Boissieu und dem Sous-lieutenant Klein in der Nacht vom 28. auf den 29. März 1941 aus dem Lager auszubrechen und in die Sowjetunion zu entkommen. Hier waren sie wieder fünf Monate festgesetzt, bis sie fünf Monate später nach Großbritannien entlassen wurden.
In der Forces françaises libres aktiv, gelang es ihnen in Tripolitanien eine Kavalleriescadron aufzustellen. Diese Einheit wurde dann 1943 in das „501e régiment de chars de combat“ (501. Panzerregiment) integriert. Auf Wunsch von Capitaine Branet übernahm die 3. Kompanie des Regiments die Tradition des 5e RH.

## Nachkriegszeit
- Am 1. April 1951 wurde in Koblenz in der vormaligen Kaserne der Flak-Stammbatterie (französisch „Quartier Dejean“ genannt – später Fritsch-Kaserne der Bundeswehr) das Regiment neu aufgestellt und mit Kampfpanzern vom Typ M24 Chaffee ausgerüstet.
- Im August 1951 erfolgte die Verlegung nach Fritzlar und ab 1952 die Umrüstung auf den Jagdpanzer AMX-13
- 1956: Verlegung nach Weingarten (Quartier Galliffet), eine Escadron lag bis 1987 in Ravensburg (Quartier Margueritte): Umrüstung auf den Radpanzer EBR-75

- 1976: stationiert in Stetten wurde das Regiment mit dem Kampfpanzer AMX-30 ausgerüstet und in „3e régiment de dragons“ umbenannt.
- 1. März 1980: das „Régiment de 5e hussards“ wurde in Laon (Quartier Thérémin d’Hame) als gekadertes Aufklärungsregiment wieder aufgestellt und der „108edivision d’infanterie“ zugewiesen. Unterstützungsverband war das le „4e régiment de hussards“, die Reservisten wurden aus den Regionen Picardie und Nord-Pas-de-Calais einberufen.
- 1983: während der Veranstaltungen zum 200. Jahrestag des Friedens von Paris, der den Amerikanischen Unabhängigkeitskrieg beendet hatte, wurde eine Abordnung der „5e hussards“ in der Botschaft der USA empfangen.
- 1984: nach der Umwandlung des „4erégiment de hussards“ aus einem Kampfverband in ein Stabs- und Unterstützungsbataillon übernahm das 2e dragons dessen Aufgaben. Stützpunkt wurde die Militärbasis in Laon-Couvron (Aisne)
- 1. Januar 1986: die drei inaktiven Escadrons, ausgestattet mit Panhard AML, wurden jeweils einem Reserveregiment (Régiments inter-armes divisionnaires (RIAD)) in der 1re région militaire (1. Militärregion) zugewiesen. Eine Escadron kam zum „54e régiment inter-divisionnaire“ (Unterstützungsverband das 8e régiment d’infanterie in Soissons), eine Escadron zum „239e régiment inter-divisionnaire“ (Unterstützungsverband das 39e régiment d’infanterie de ligne in Rouen) und eine Escadron zum „243e régiment inter-divisionnaire“ (Unterstützungsverband das 43e régiment d’infanterie de ligne in Lille): Ausbildung und Unterweisung der Reservisten wurden weiterhin vom „2e régiment de dragons“ in Laon-Couvron durchgeführt.

Die, der „54e régiment inter-divisionnaire“ zugeteilte (1.) Escadron nahm am 14. Juli 1988 an der Militärparade auf der Avenue des Champs-Élysées teil
Am 31. Dezember 1992 erfolgte die endgültige Auflösung.

## Ehrenvolle Inschriften auf den verschiedenen Standarten des Regiments ab 1812
- Valmy (1792) – auf ministerielle Anordnung vom 7. März 1989 aus Anlass der Feiern zum 220. Jahrestag der Revolution
- Jemappes (1792) auf der Standarte des zweiten Kaiserreichs
- Austerlitz 1805 – auf der Standarte von 1812
- Iéna 1806 – für die Teilnahme des Regiments am Feldzug von 1806, auch wenn es an der Schlacht nicht teilgenommen hat – auf der Standarte von 1812, sowie auf der Standarte des zweiten Kaiserreichs und dann wieder seit 1880
- Eylau 1807 – für die Teilnahme des Regiments am Feldzug von 1807, auch wenn es an der Schlacht nicht teilgenommen hat – auf der Standarte von 1812
- Eckmühl 1809 – auf der Standarte des zweiten Kaiserreichs
- Wagram 1809 – auf der Standarte von 1812
- La Moskowa 1812 – auf der Standarte des zweiten Kaiserreichs und dann wieder seit 1880
- Hanau 1813 – auf der Standarte des zweiten Kaiserreichs
- Solférino 1859 – auf der Standarte des zweiten Kaiserreichs und dann wieder seit 1880
- Puebla 1863 – seit 1880
- Lorraine 1914 – seit 1927
- Champagne 1915 – seit 1927
- La Marne 1918 – seit 1927

## Standarte

### Inschriften auf der Standarte
In goldenen Lettern sind auf der Standarte die herausragenden Schlachten und Feldzüge aufgeführt, an denen das Regiment teilgenommen hat:
- Valmy 1792
- Iéna 1806
- La Moskova 1812
- Solférino 1859
- Puebla 1863
- Lorraine 1914
- Champagne 1915
- La Marne 1918

## Ehrungen und Auszeichnungen

### An Mitglieder des Regiments verliehene Ehrenwaffen
- Nicolas Bion, Husar, ein Ehrenkarabiner für die Gefangennahme eines österreichischen Generals und seinem Aide-de-camp am 5. Juni 1800 (Légion d’honneur)
- Jean-louis Crabbe, Capitaine, ein Ehrensäbel für die gleiche Aktion wie der Husar Bion. (Légion d’honneur)
- Nicolas Épinger, Sous-lieutenant, ein Ehrensäbel für die Gefangennahme von sechs Ulanenoffizieren am 19. Dezember 1800 (Légion d’honneur) – Offizier der Légion d’honneur am 14. Juni 1804.
- Jean-Baptiste Jojot, Husar, eine Ehrenmuskete für eine herausragende Aktion am 4. Juni 1797 – (Légion d’honneur)
- Jean-Pierre Levenbruck, Husar, eine Ehrenmuskete für die Gefangennahme von Moritz von Liechtenstein, Oberst des 2. Ulanenregiments am 19. Dezember 1800. (Légion d’honneur)
- Jacques Perrault, Husar, eine Ehrenmuskete für die Gefangennahme (zusammen mit zwei Kameraden) von 100 Österreichern am 5. Mai 1800. außerdem eine ehrenvolle Erwähnung für die Wegnahme einer feindlichen Kanone und einer Standarte in der Schlacht bei Hohenlinden. (Légion d’honneur)
- Jean Seguin, Husar, eine Ehrenmuskete, für eine herausragende Aktion (Légion d’honneur)
- Antoine Wagner, Brigadier, ein Ehrenkarabiner für die Wegnahme einer feindlichen Kanone am 19. Dezember 1900 (Légion d’honneur).

## Auszeichnungen
- Im Jahre 1909 wurde dem Regiment die Goldmedaille der Stadt Mailand verliehen. Grund war der 50. Jahrestag der Schlacht bei Solferino.
- Die Standarte führt auf dem Fahnenband das Croix de guerre (1914–1918) mit einem Palmenzweig
- Die 1. und die 4. Escadron wurden am 30. Mai 1919 im Armeebefehl der III. Armee lobend erwähnt
- Die 2. Escadron wurde am 9. Juni 1918 im Armeebefehl der VI. Armee und am 1. September 1918 im Korpsbefehl des 38. Korps lobend erwähnt
- Die 3. Escadron wurde am 21. Oktober 1915 im Armeebefehl der II. Armee und am 18. Januar 1919 im Divisionsbefehl der 153. Infanteriedivision lobend erwähnt
- Die 6. Escadron (Divisionsescadron der 39. Infanteriedivision) wurde am 25. Mai 1915 im Korpsbefehl der des 20. Korps lobend erwähnt.[29]

### Vom Regiment erbeutete Fahnen und gefangengenommene höhere Offiziere
- am 8. November 1793 bei Cateau-Cambrésis der Kommandeur des k.k. 1. Husarenregiments Oberst Freiherr von Blascovich
- am 18. April 1797 in der Schlacht bei Neuwied die Fahne eines ungarischen Infanteriebataillons
- am 5. Juni 1800 Gefangennahme eines österreichischen Generals
- am 3. Dezember 1800 in der Schlacht bei Hohenlinden eine Fahne aus der österreichischen Division Kollowrath.[30]
- am 18. Dezember 1800 im Gefecht bei Schwanstadt eine Standarte des k.k. Kürassier-Regiments Lothringen Nr. 7 (unter Mithilfe eines Offiziers des 20e régiment des chasseurs à cheval)
- am 18. Dezember 1800 im Gefecht bei Schwanstadt Gefangennahme des Kommandeurs des Husarenregiments Mészáros, Oberst Andréas von Schneller
- am 19. Dezember 1800 im Gefecht bei Lambach werden der Generalmajor von Mecséry und der Kommandeur des 2. Ulanenregiments, Oberst Moritz von Liechtenstein gefangengenommen
- am 2. Dezember 1805 in der Schlacht bei Austerlitz Gefangennahme von Generalmajor Meller-Zakomeslki, Kommandant der Ulanen von Grossfürst Konstantin
- am 26. Oktober 1806 wurde in der Schlacht bei Zehdenick die Standarte erbeutet und der Oberst des preußischen 5. Dragonerregiments gefangen genommen (unter Mithilfe von Angehörigen des 7e régiment de hussards)
- am 6. November 1806 wurde im Gefecht bei Stekeniz die Standarte des 5. preußischen Kürassierregiments (Regiment Bailliodz) erbeutet[31]
- am 7. November 1806 wurde vom Sous-lieutenant Roeckel in Lübeck die Standarte des 14. preußischen Dragonerregiments (Regiment Wobeser)[32] erbeutet.
- am 22. September 1812 wurde im Umfeld von Moskau der General Baron Ferdinand von Wintzingerode durch den Capitaine Crozet gefangen genommen.
- am 18. April 1823, Gefangennahme des spanischen Generals Don Julien Sanchez. sowie Erbeutung einer Standarte (mit Hilfe des 9e régiment de chasseurs à cheval) im Gefecht bei Logroño
- Erbeutung von zwei spanischen Standarten (mit Hilfe des 9e régiment de chasseurs à cheval) im Gefecht bei San-Lucar-la-Mayor am 19. Mai 1823

## Devise
Das Regiment führte als Devise den Wahlspruch der Familie Gontaut-Biron

## Besonderheiten
Im Jahre 1790 waren Teile des Regiments bei der Niederschlagung der Meuterei in Nancy eingesetzt.